# Некрасов, Николай Алексеевич
Никола́й Алексе́евич Некра́сов (28 ноября [10 декабря] 1821, Немиров, Винницкий уезд, Подольская губерния — 27 декабря 1877 [8 января 1878], Санкт-Петербург) — русский поэт, прозаик и публицист. Является классиком русской литературы. По взглядам его причисляют к «революционным демократам».
С 1847 по 1866 год — руководитель литературного и общественно-политического журнала «Современник».
С 1868 года — редактор журнала «Отечественные записки».
Наиболее известен такими произведениями, как эпическая поэма «Кому на Руси жить хорошо», поэмы «Мороз, Красный нос», «Русские женщины», стихотворения «Дедушка Мазай и зайцы», «Железная дорога». Его стихи были посвящены преимущественно страданиям народа, трагедии крестьянства. Некрасов ввёл в русскую поэзию богатство народного языка и фольклора, широко используя в своих произведениях прозаизмы и речевые обороты простого народа — от бытового до публицистического, от народного просторечия до поэтической лексики, от ораторского до пародийно-сатирического стиля. Используя разговорную речь и народную фразеологию, он значительно расширил диапазон русской поэзии.
Некрасов первым решился на смелое сочетание элегических, лирических и сатирических мотивов в пределах одного стихотворения, что до него не практиковалось. Его поэзия оказала заметное влияние на последующее развитие русской классической, а позже и советской поэзии.

## Биография

### Рождение и происхождение

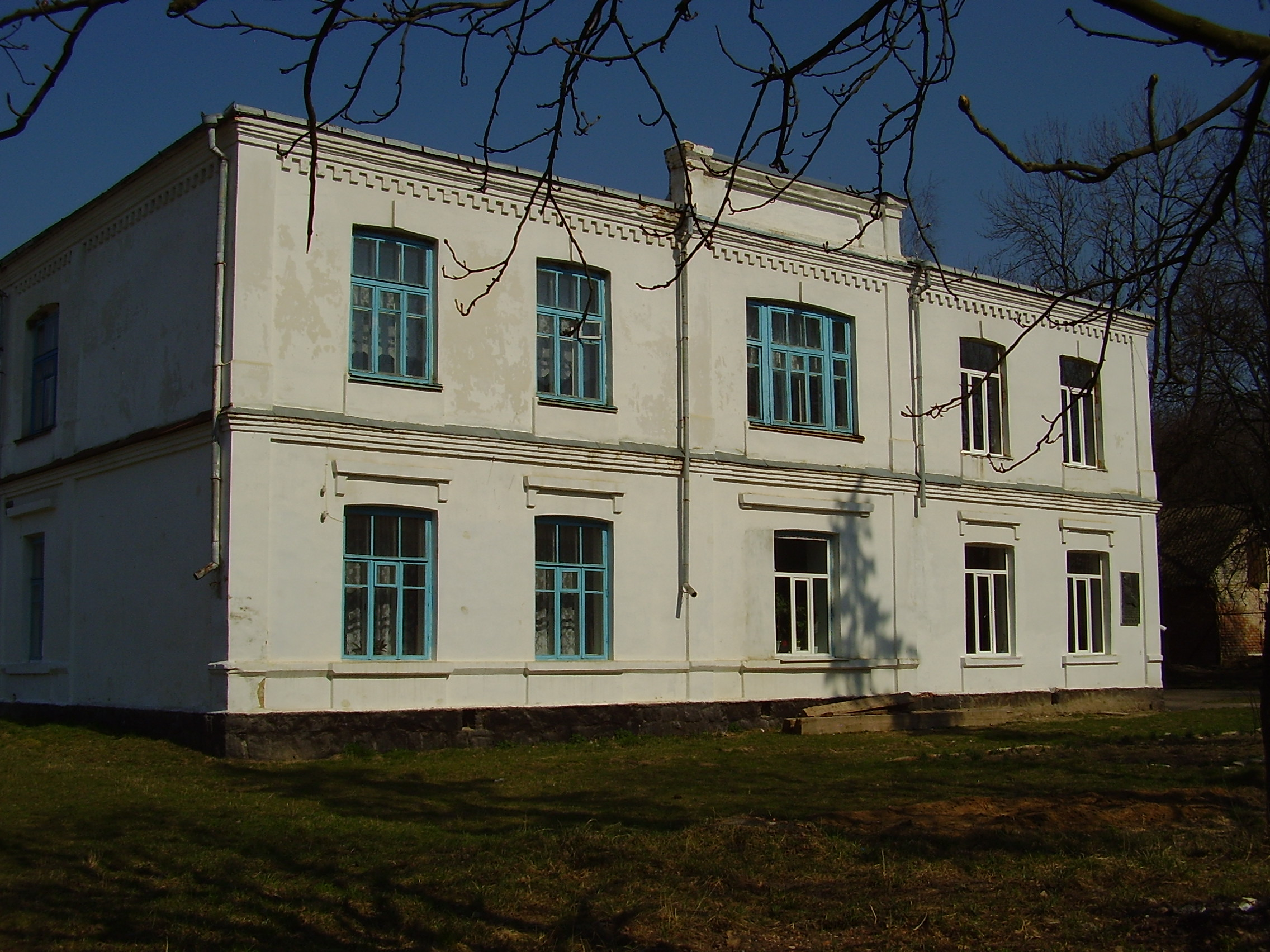
Дом, где родился Н. А. Некрасов. Немиров (Украина)

Николай Некрасов происходил из дворянской, некогда богатой семьи из Ярославской губернии.
Родился 28 ноября (10 декабря) 1821 года в Винницком уезде Подольской губернии в городе Немирове, где в то время квартировал полк, в котором служил его отец — поручик и зажиточный помещик Алексей Сергеевич Некрасов (1788—1862), которого не миновала семейная слабость Некрасовых — любовь к картам: дед поэта Сергей Алексеевич Некрасов (1746—1807) проиграл в карты почти всё состояние.
Алексея Сергеевича полюбила Елена Андреевна Закревская (1803—1841), образованная дочь богатого арендатора Херсонской губернии, которую поэт считал полькой. Перед смертью в стихотворении «Мать» Некрасов вспоминал, что мать воспевала участников восстания 1831 года на Украине, в Польше, Беларуси и Литве. Наличие двух имён[каких?] также может быть свидетельством того, что в детстве она некоторое время была римо-католичкой, хотя обвенчалась с Алексеем Некрасовым уже как православная. C. В. Смирнов сообщает:
«Думается, что принадлежность в девичестве к католичеству не указывает на чисто польское происхождение матери поэта. Её католичество — плоды „тщательного“ воспитания у иезуитов её отца, дань польско-католическому влиянию в крае, где элементам польско-католической культуры придавалось значение престижности, принадлежности к местной верхушке».
Родители Елены Закревской не соглашались выдать прекрасно воспитанную дочь за небогатого и малообразованного армейского офицера, что вынудило Елену в 1817 году вступить в брак без согласия родителей. Однако брак этот не был счастливым. Вспоминая о детстве, поэт всегда говорил о своей матери как о страдалице, жертве грубой и развратной среды. Своей матери он посвятил целый ряд стихотворений — «Последние песни», поэму «Мать», «Рыцарь на час», в которых он нарисовал светлый образ той, которая своим благородством скрасила непривлекательную обстановку его детства. Тёплые воспоминания о матери отразились в творчестве Некрасова, проявившись в его произведениях о женской доле. Сама идея материнства проявится позже в его хрестоматийных произведениях — глава «Крестьянка» в поэме «Кому на Руси жить хорошо», стихотворение «Арина, мать солдатская». Образ матери — главный положительный герой некрасовского поэтического мира.
Однако в его поэзии будут присутствовать образы и других родных людей — отца и сестры. Отец будет изображён как деспот семьи, необузданный дикарь-помещик. А сестра, наоборот, как нежный друг, чья судьба подобна судьбе матери. Однако эти образы будут не так ярки, как образ матери.

### Ранние годы
Детство Некрасова прошло в родовом имении Некрасовых, в деревне Грешнево Ярославской губернии, в уезде, куда отец Алексей Сергеевич Некрасов, выйдя в отставку в 1823 году и прожив три года в Подолии, переселился, когда Николаю было пять лет. Будучи бригадным адъютантом во 2-й армии, его отец теснейшим образом соприкасался с декабристами «Общества Соединённых Славян» и «Южного общества» в Тульчине, где была штаб-квартира 2-й армии, и c помощью переезда постарался избежать неминуемых допросов. В советское время об участии Алексея Некрасова в наполеоновских войнах, в которых погибли три его брата, и его знакомствах с декабристами было принято умалчивать, чтобы поддержать созданный Николаем Некрасовым отрицательный образ своего отца и не затемнить образы героев наполеоновских войн и декабристов. Мальчик рос в огромной семье (у Некрасова было 13 братьев и сестёр), в тяжёлой обстановке зверских расправ отца с крестьянами, бурных оргий его с крепостными любовницами и жестокого отношения к «затворнице»-жене, матери будущего поэта.
У отца было сорок душ. В течение десятилетий он судился с собственной сестрой за ещё одну крестьянскую душу. Отец вообще много сутяжничал, так что сын тренировался в чистописании, составляя и перебеливая исковые заявления и прочие судебные бумаги.
Запущенные дела и ряд процессов по имению заставили отца Некрасова занять место исправника. Во время разъездов он часто брал с собой маленького Николая, и ему, ребёнку, нередко доводилось видеть мёртвых, выбивание недоимок и т. п., что залегло в его душу в виде печальных картин народного горя.
В 1832 году, в возрасте одиннадцати лет, Некрасов поступил в ярославскую гимназию. Интереса к учёбе он не испытывал, учился плохо и не ладил с гимназическим начальством (частично из-за сатирических стишков). Из пятого класса отец его забрал. На этом образование Некрасова завершилось.
В ярославской гимназии юноша стал записывать свои первые стихи (в основном подражательно-романтические) в домашнюю тетрадку.
Его отец всегда мечтал о военной карьере для сына, и в 1838 году семнадцатилетний Некрасов отправился в Санкт-Петербург для определения в дворянский полк.
Однако Некрасов повстречал гимназического товарища, студента Глушицкого, и познакомился с другими студентами, после чего у него возникло страстное желание получить высшее образование. Он пренебрёг угрозой отца остаться без всякой материальной помощи и начал готовиться к вступительному экзамену в Петербургский университет. Однако экзамена не выдержал и поступил вольнослушателем на филологический факультет.
С 1839 по 1841 год пробыл в университете, но почти всё время уходило у Некрасова на поиски заработка, так как рассерженный отец перестал оказывать ему материальную поддержку.

### Начало литературной деятельности
После нескольких лет материальной нестабильности жизнь Некрасова начала налаживаться. Он стал давать уроки и печатать небольшие статьи в «Литературном прибавлении к „Русскому инвалиду“» и «Литературной газете».
Кроме этого, сочинял для лубочных издателей азбуки и сказки в стихах, писал водевили для Александринского театра (под именем Перепельского). Это позволило ему снимать приличную комнату в складчину с двумя юнкерами.
Некрасов увлёкся литературой. Несколько лет он усердно работал над прозой, стихами, водевилями, публицистикой, критикой (о самом себе писал: «Господи, сколько я работал!..») вплоть до середины 1840-х годов. Его ранние стихи и проза отмечались романтической подражательностью и во многом подготовили дальнейшее развитие некрасовского реалистического метода.
У Некрасова начали появляться собственные сбережения, и в 1840 году при поддержке некоторых петербургских знакомых он выпустил книжку своих стихов под заглавием «Мечты и звуки».
В стихах можно было заметить подражание Василию Жуковскому, Владимиру Бенедиктову и другим. Сборник состоял из псевдоромантически-подражательных баллад с разными «страшными» заглавиями: «Злой дух», «Ангел смерти», «Ворон» и т. п. Готовящуюся книгу Некрасов отнёс В. А. Жуковскому, чтобы узнать его мнение. Тот выделил два стихотворения как приличные, остальные посоветовал молодому поэту печатать без имени: «Впоследствии вы напишете лучше, и вам будет стыдно за эти стихи». Некрасов скрылся за инициалами «Н. Н.».
Литературный критик Николай Полевой похвалил дебютанта, в то время как критик В. Г. Белинский в «Отечественных записках» отозвался о книге пренебрежительно. Книга начинающего поэта «Мечты и звуки» совершенно не раскупалась, и это так подействовало на Некрасова, что он, подобно Н. В. Гоголю (который в своё время скупил и уничтожил «Ганца Кюхельгартена»), стал также скупать и уничтожать «Мечты и звуки», ставшие поэтому величайшей библиографической редкостью (в собрание сочинений Некрасова они не вошли).

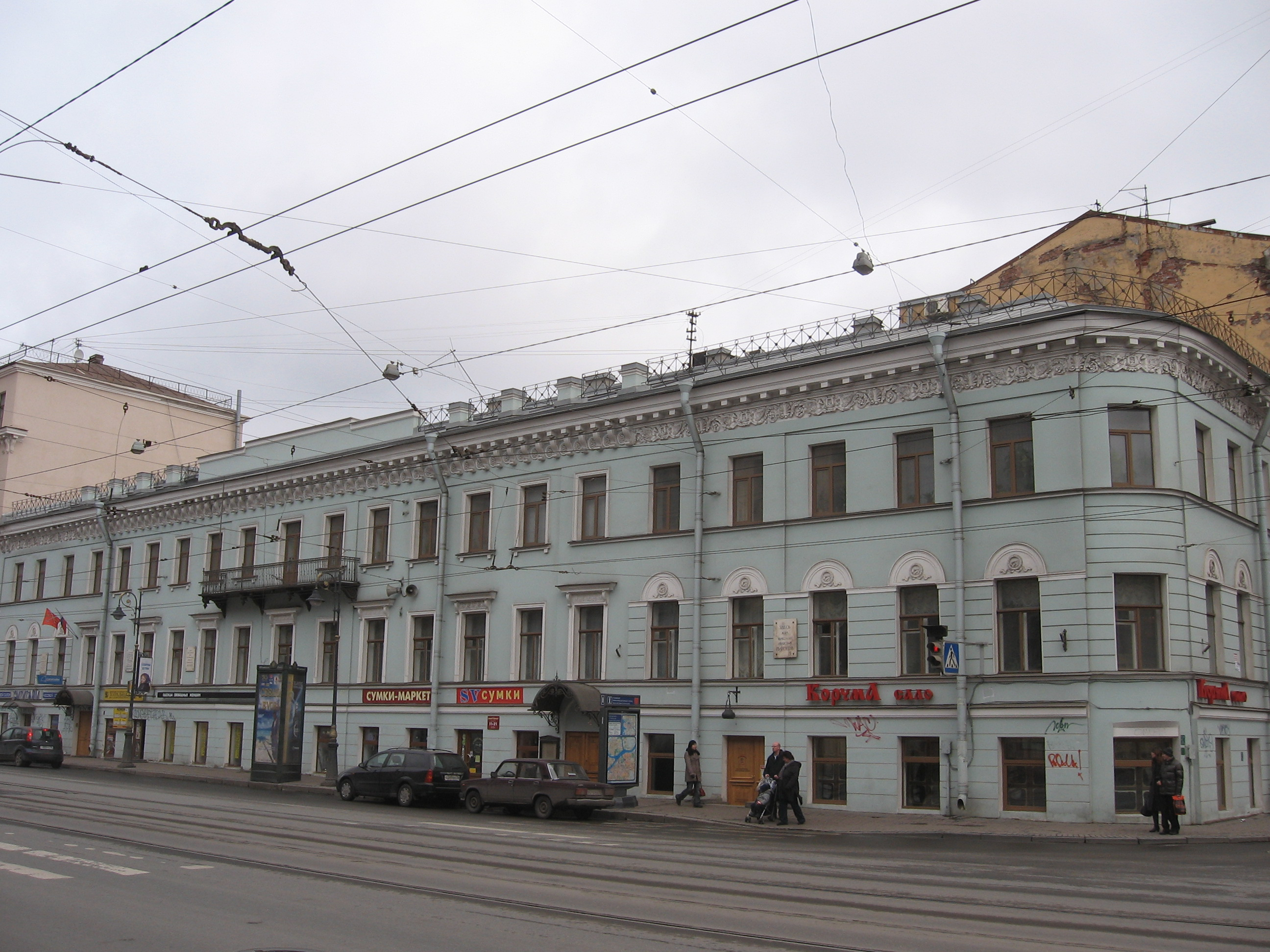
Дом Краевского, в котором размещалась редакция журнала «Отечественные записки», а также находилась квартира Некрасова

Тем не менее Белинский, при всей суровости своего мнения, упомянул в рецензии на сборник «Мечты и звуки» о стихах, как о «вышедших из души». Однако неудача поэтического дебюта была очевидна, и Некрасов пробует себя в прозе. В его ранних повестях и рассказах отразились собственный жизненный опыт и его первые петербургские впечатления. В этих произведениях действуют молодые разночинцы, голодные поэты, проживающие в нужде чиновники, бедные девушки, обманутые столичными хлыщами, ростовщики, наживающиеся на нуждах бедняков. Несмотря на то, что его художественное мастерство ещё было несовершенно, раннюю некрасовскую прозу можно смело причислить к реалистической школе 1840-х годов, во главе которой стояли Белинский и Гоголь.
Вскоре он обратился и к юмористическим жанрам: таковы были балагурная поэма «Провинциальный подьячий в Петербурге», водевили «Феоктист Онуфриевич Боб», «Вот что значит влюбиться в актрису», мелодрама «Материнское благословенье, или бедность и честь», повесть о мелких петербургских чиновниках «Макар Осипович Случайный» и др.

### Работа в «Отечественных записках»
В начале 1840-х годов Некрасов стал сотрудником «Отечественных записок», начав работу в библиографическом отделе.

### Сотрудничество с Белинским. Некрасовские альманахи
В 1842 году Некрасов сблизился с кружком Белинского, а в 1843 году — лично познакомился с Белинским, который высоко оценил достоинства его ума.
Белинский остался низкого мнения о Некрасове как прозаике, однако на его стихотворение «В дороге» написал восторженную рецензию. Именно Белинский оказал на Некрасова сильное идейное влияние.
Вскоре Некрасов начал активно заниматься издательской деятельностью. Ему пришла в голову коммерческая идея: собирать и издавать альманахи с участием знаменитых писателей, не платя им гонорары. Белинский откровенно просил известных литераторов подарить Некрасову повесть, рассказ или стихотворение, чтобы помочь выбраться из стеснённых финансовых обстоятельств.
Таким образом тот выпустил в свет ряд альманахов: «Статейки в стихах без картинок» (1843), «Физиология Петербурга» (1845), «1 апреля» (1846), «Петербургский Сборник» (1846), в которых дебютировали Д. В. Григорович, Ф. М. Достоевский, выступали И. С. Тургенев, А. И. Герцен, А. Н. Майков.
Самыми успешными стали сборники «Физиология Петербурга», в который Некрасов дал собственный роман «Жизнь и похождения Тихона Тростникова», и «Петербургский сборник», в котором были напечатаны «Бедные люди» Достоевского.
Когда же Белинский решил составить собственный альманах «Левиафан» и не смог договориться с авторами, Некрасов перекупил за спиной Белинского все авторские права. Белинскому же он предложил учредить собственный журнал и поместить туда все материалы «Левиафана», на что Белинский согласился.

### «Современник»

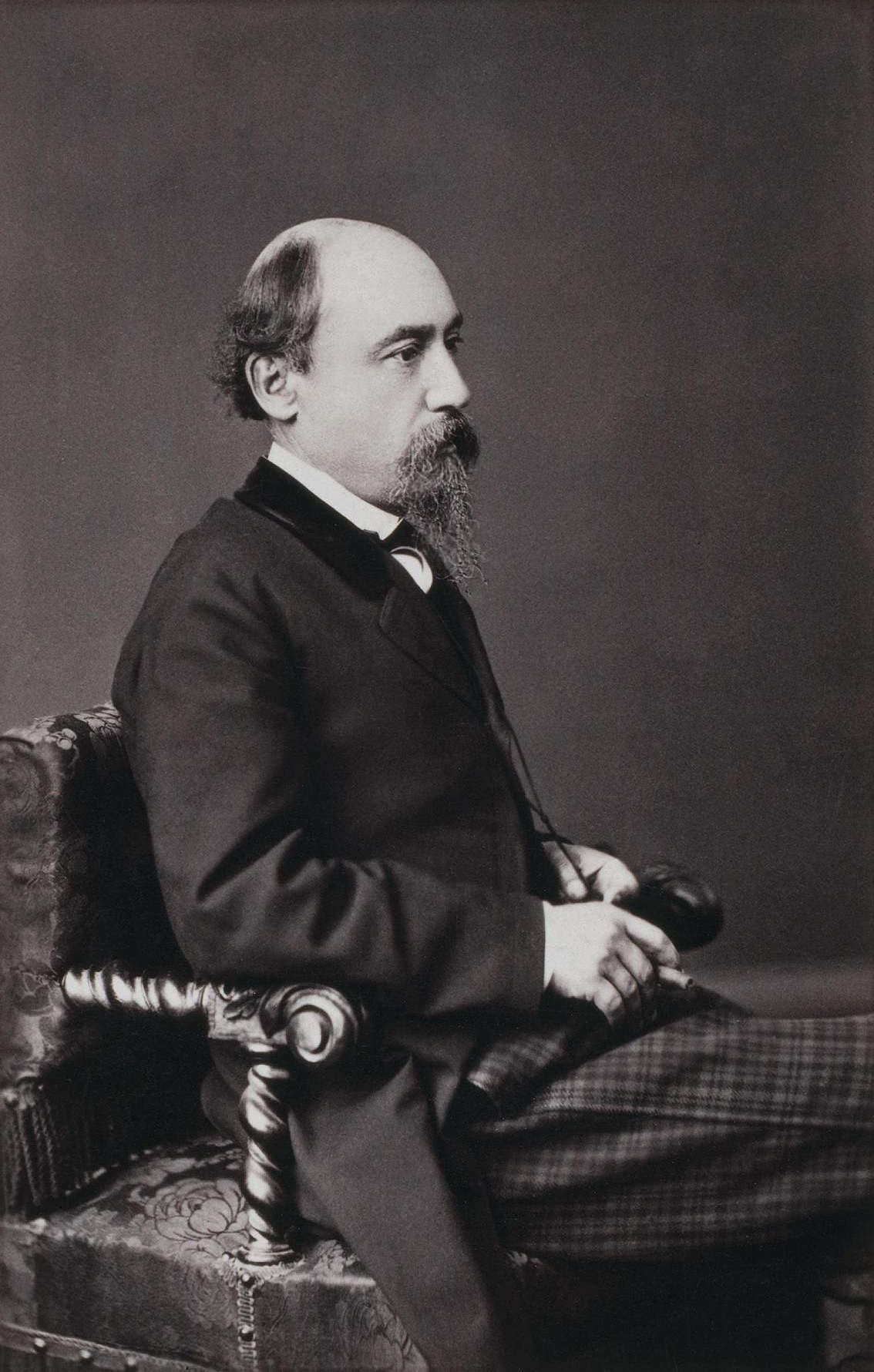
С. Л. Левицкий. Фотопортрет Н. А. Некрасова

Издательское дело у Некрасова шло настолько успешно, что в конце 1846 — январе 1847 года он, вместе с писателем и журналистом Иваном Панаевым, приобрёл в аренду у П. А. Плетнёва журнал «Современник», основанный ещё Александром Пушкиным. Литературная молодёжь, составлявшая основную силу «Отечественных записок», оставила Краевского и присоединилась к Некрасову. В «Современник» также перешёл и Белинский, он передал Некрасову часть того материала, который собирал для задуманного им сборника «Левиафан». Тем не менее Белинский был в «Современнике» на уровне такого же обычного журналиста, каким был ранее у Краевского. Это впоследствии Некрасову ставили в упрёк, так как именно Белинский больше всех содействовал тому, что основные представители литературного движения 1840-х годов из «Отечественных записок» перешли в «Современник».
Некрасов взял на себя основную тяжесть работы. Для составления очередного номера он прочитывал по 12 тысяч страниц рукописей. Ему приходилось править до ста страниц корректуры, в том числе внося правки и даже переписывая тексты, не прошедшие цензуру. По этому поводу он говорил:
Случается писать без отдыха более суток, и как только паралич не хватил правую руку.
С первых лет руководства журналом Некрасов являлся не только его вдохновителем и редактором, но также и одним из основных авторов. Здесь печатались его стихи, проза, критика.
Некрасов, как и Белинский, стал успешным открывателем новых талантов. На страницах журнала «Современник» нашли свою славу и признание Иван Тургенев, Иван Гончаров, Александр Герцен, Николай Огарёв, Дмитрий Григорович. В журнале публиковались Александр Островский, Салтыков-Щедрин, Глеб Успенский. Николай Некрасов ввёл в русскую литературу Фёдора Достоевского и Льва Толстого. Также в журнале печатались Николай Чернышевский и Николай Добролюбов, которые вскоре стали идейными руководителями «Современника».

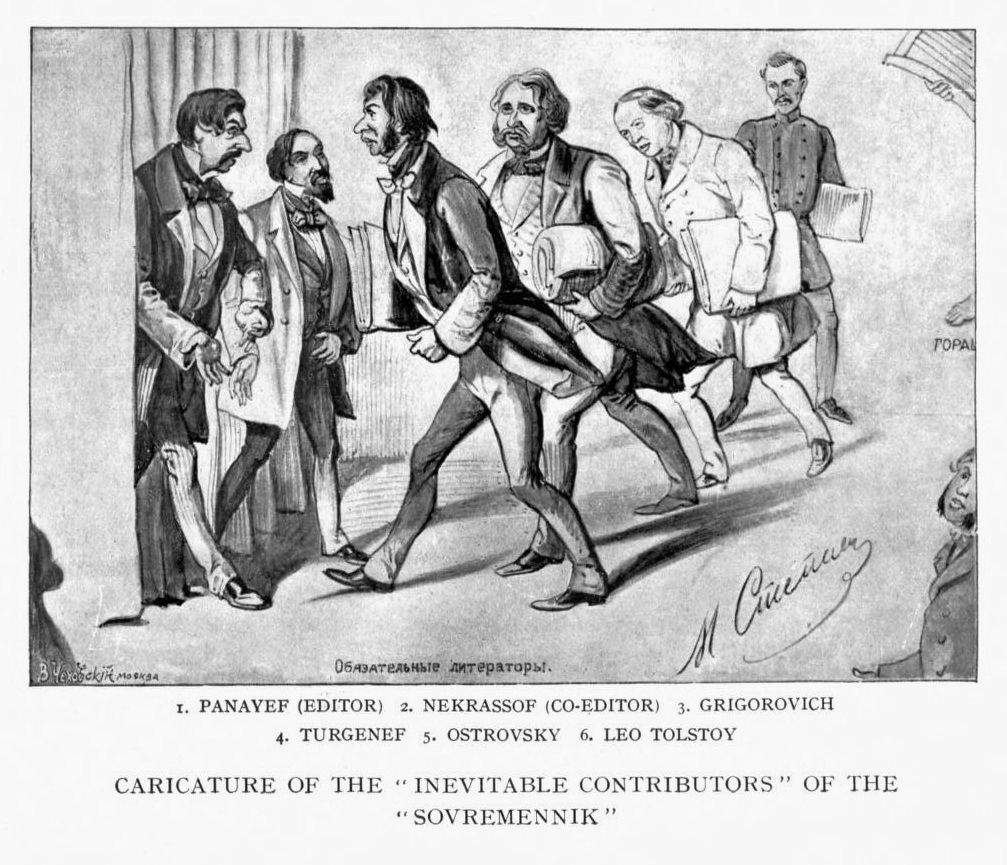
«Обязательные литераторы»: постоянные сотрудники «Современника» Панаев, Некрасов, Григорович, Тургенев, Островский и Л. Толстой несут в журнал свои сочинения (шарж, 1857)

Популярности журнала способствовал ряд коммерческих приёмов. Подписная цена была ниже, чем у «Отечественных записок»; кроме того, у журнала были бесплатные приложения (так, к первому номеру прилагалась отдельной книгой повесть Герцена «Кто виноват?»).
В период «мрачного семилетия» 1848—1855 годов правительство Николая I, напуганное французской революцией, стало преследовать передовую журналистику и литературу. Некрасов как редактор «Современника» в это нелёгкое для свободомыслия в литературе время сумел ценой огромных усилий, несмотря на постоянную борьбу с цензурой, сохранить репутацию журнала, хотя содержание журнала заметно потускнело.
Начинается печатание длинных приключенческих романов «Три страны света» и «Мёртвое озеро», написанных Николаем Некрасовым в сотрудничестве со Станицким (псевдоним Головачёвой-Панаевой). Главами этих долгих романов Некрасов и прикрывал лакуны, образовывавшиеся в журнале из-за цензурных запретов.

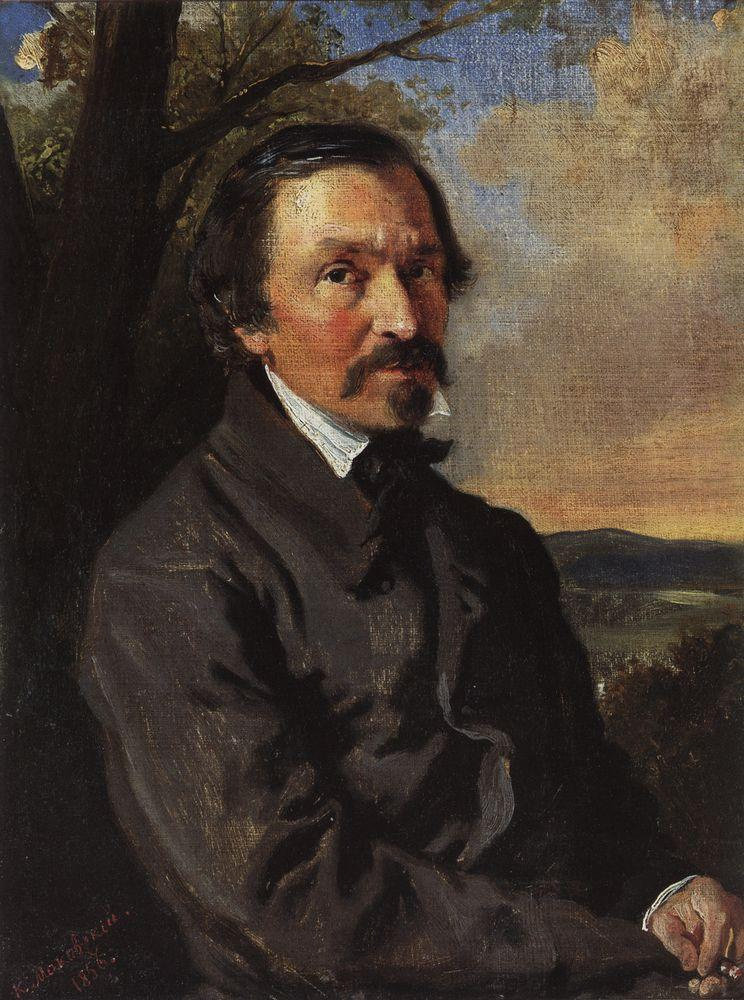
К. Е. Маковский. «Портрет Н. А. Некрасова», 1856 г.

Около середины 1850-х годов Некрасов серьёзно заболел "горловой болезнью", но пребывание в Италии облегчило его состояние. Выздоровление Некрасова совпало с началом нового периода русской жизни. В его творчестве также наступила счастливая пора — его выдвигают в первые ряды русской литературы.
Обострившиеся в то время классовые противоречия отразились и на журнале: редакция «Современника» оказалась расколотой на две группы, одна из которых, во главе с Иваном Тургеневым, Львом Толстым и Василием Боткиным, которые ратовали за умеренный реализм и эстетическое «пушкинское» начало в литературе, представляла либеральное дворянство. Противовес им составили приверженцы сатирической «гоголевской» литературы, пропагандировавшейся демократической частью русской «натуральной школы» 1840-х годов. В начале 1860-х годов противостояние этих двух течений в журнале достигло предельной остроты. В произошедшем расколе Некрасов поддержал «революционных разночинцев», идеологов «крестьянской демократии». В этот нелёгкий период наивысшего политического подъёма в стране поэт создаёт такие произведения, как «Поэт и гражданин» (1856), «Размышления у парадного подъезда» (1858) и «Железная дорога» (1864).
В начале 1860-х годов умер Добролюбов, были сосланы в Сибирь Чернышевский и Михайлов. Всё это стало ударом для Некрасова.
В 1861 году царь Александр II упразднил крепостное право. Некрасов резко отрицательно воспринял Манифест 19 февраля 1861 года, откликнувшись на реформу стихотворением «Свобода», в котором отразились его собственные наблюдения над переменами в деревне:
«Родина мать! По равнинам твоим
Я не езжал ещё с чувством таким!»
........
Эти чувства были вызваны надеждами на улучшение жизни крестьянина, а новую крестьянскую реформу он считал лишь ещё одними «сетями» для крестьянства:
«Знаю: на место сетей крепостных
Люди придумали много иных…».
........
В дальнейшем он неоднократно возвращался к этой теме. Самым известным его высказыванием на эту тему были строчки из поэмы «Кому на Руси жить хорошо»:
Распалась цепь великая!
Распалась и ударила
Одним концом по барину,
Другим — по мужику!
Некрасов благополучный выход для крестьянства видел в индивидуальном хозяйстве. Он был сторонником американского пути развития капитализма в России, выступал за ликвидацию пережитков крепостничества, за передачу крестьянству помещичьей земли, за политический и культурный рост мужика.
В то же время он отрицательно относился к «прусскому» варианту капитализма и изобличал русский капитализм, который в то время был ещё очень слаб и несовершенен.
Шестидесятые годы стали эпохой студенческих волнений, бунтов «освобождённых от земли» крестьян и польского восстания. В некрасовской лирике первой половины 1860-х гг. заметна напряжённая атмосфера, которая была в обществе того времени: это подъём освободительного движения в годы революционной ситуации, заметное нарастание, а затем и спад послереформенных крестьянских волнений. Сказались также правительственные репрессии и аресты революционеров. Все эти события придали некрасовским стихам в одних случаях мрачный колорит, а в других наполнили их мятежным пафосом, чувством протеста. В 1864 году поэт пишет небольшую поэму «Железная дорога», в которой отразилась жестокая реальность жизни и труда русского крестьянина, был проведён строгий социальный анализ. Некрасов затронул в этой поэме острую социальную тему эксплуатации рабочих, вчерашних крестьян, на тяжёлом строительстве железных дорог. В поэме он указал на послереформенное разорение деревни и связал его с начавшимся процессом капитализации России.
В середине 1860-х годов Некрасов написал острую сатиру «Газетная», в которой высмеял своего исконного врага — цензуру: он показал отрицательный образ цензора николаевских времён, который по инерции продолжает искать «крамолу» в газетах. Некрасов посвятил теме борьбы с цензурой обширный цикл сатирических стихов «Песни о свободном слове» (1865—1866), написанных в ответ на цензурные реформы, которые ставили в тяжёлое положение и его журнал «Современник». В этих стихах он подверг осмеянию цензурную политику правительства, а также и либеральную печать, которая одобряла эту политику.

### Закрытие «Современника». «Отечественные Записки»
«Современник» стал вызывать всё большее недовольство правящих кругов Российской империи. Некрасову за годы своего руководства журналом удалось преобразовать его в главный литературный журнал России и прибыльное предприятие, несмотря на постоянное преследование цензорами. Однако революционная пропаганда (даже завуалированная) в эпоху потрясений перестала быть приемлемой.
В июне 1862 года журнал был приостановлен на восемь месяцев «за вредное направление». В 1866 году, после выстрела Дмитрия Каракозова в российского императора Александра II, журнал закрылся навсегда.
После закрытия журнала Некрасов сблизился с издателем Андреем Краевским и через два года после закрытия «Современника», в 1868 году, арендовал у Краевского «Отечественные записки», сделав их боевым органом революционного народничества и превратив их вместе с М. Е. Салтыковым-Щедриным в орган передовой демократической мысли.

### Сатирическое приложение к «Современнику» — «Свисток»

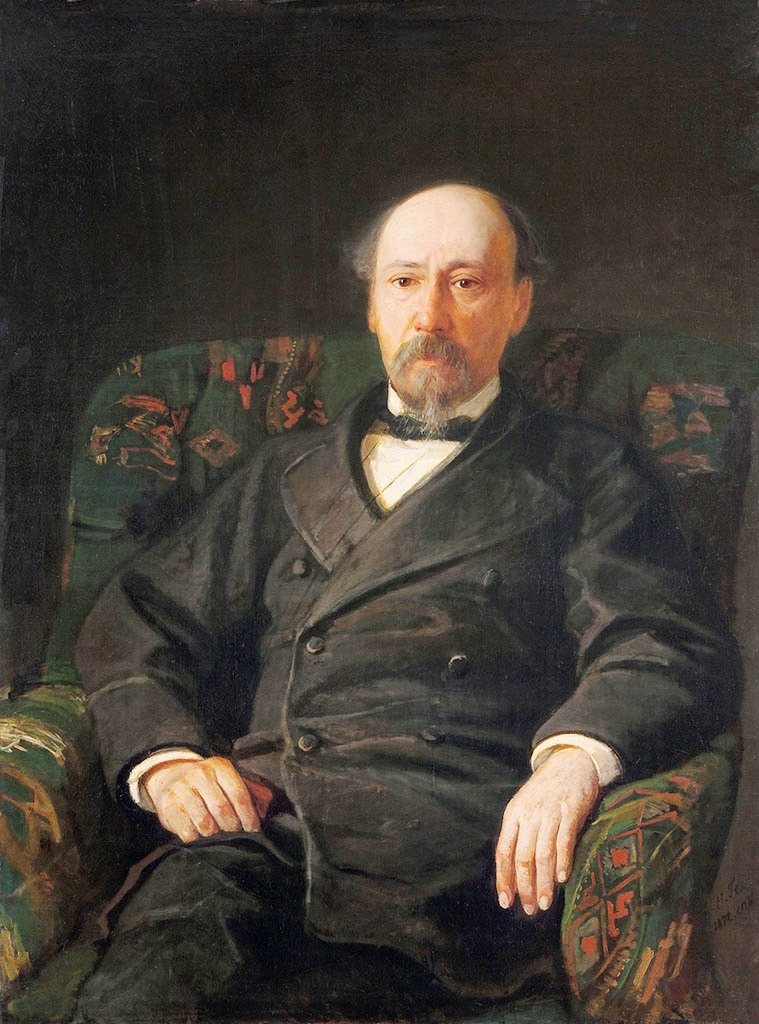
Портрет Николая Алексеевича Некрасова. Худ. Николай Ге, 1872 г.

В 1858 году Н. А. Добролюбов и Н. А. Некрасов основали сатирическое приложение к журналу «Современник» — «Свисток». Автором идеи был сам Некрасов, а основным сотрудником «Свистка» стал Добролюбов. Первые два номера журнала (вышедшие в январе и апреле 1859 года) были составлены Добролюбовым, Некрасов же принял активное сотрудничество с третьего номера (октябрь 1859 г.). К этому времени он уже был не просто сотрудником, а занимался организацией и редактированием номера. Также Некрасов печатал в журнале свои стихи и заметки.
На всех этапах творчества Некрасова сатира занимала в нём одно из важнейших мест, тяготение к ней наметилось ещё в 1840-х годах. Эта тяга к острокритическому изображению действительности привела в 1860—1870-х годах к появлению целой серии сатирических произведений. Поэтом создавались новые жанры, он писал стихотворные памфлеты, поэмы-обозрения, обдумывал цикл «клубных» сатир. Ему удавалось искусство социальных разоблачений, умелое и тонкое описание самых злободневных вопросов. В то же время он не забывал про лирическое начало, умел легко переходить от задушевных интонаций к приёмам колючего стихотворного фельетона, нередко близкого даже к водевильной манере. Все эти тонкости его творчества предопределили появление нового типа сатиры, какого до него ещё не было в русской литературе. Так, в своей большой сатирической поэме «Современники» (1875) Некрасов умело чередует приёмы фарса и гротеска, иронию и сарказм. В ней поэт со всем своим талантом обрушил силу своего негодования против набиравшей силы российской буржуазии. По мнению литературного критика В. В. Жданова, сатирическая поэма-обозрение Некрасова «Современники» в истории русской литературы стоит рядом с обличительной щедринской прозой. Салтыков-Щедрин и сам положительно отзывался о поэме, которая «поразила его своей силой и правдой».

### Ода генералу Муравьёву
Репутации Некрасова как революционного демократа и нравственного человека в 1866 году был нанесён огромный ущерб, когда поэт, вероятно пытаясь сохранить свой журнал «Современник», прочитал хвалебную оду генералу Муравьёву-Виленскому («Муравьёву-Вешателю») на обеде в Английском клубе 16 апреля.
Стихотворение Некрасова («мадригал», как он сам его называл) не было опубликовано и не сохранилось. В последний год жизни Некрасов записал, что в нём было 12 строк. Опубликованный уже в XX веке текст «Бокал заздравный поднимая…», претендующий на то, чтобы быть «муравьёвской одой» Некрасова, длиннее (20 строк) и, как было показано исследователями, принадлежит не ему, а является контаминацией двух стихотворений И. А. Никотина (1824—1890), правителя канцелярии Муравьёва.
По отзывам слышавших некрасовский текст и пересказывавших его, в оде Некрасов призывал к скорейшей расправе над молодыми революционерами, которым ранее сам же адресовал призывы: «иди в огонь…», «иди и гибни…»,
«умри не даром: дело прочно,
когда под ним струится кровь…».
Ода вызвала шквал негодования в обществе и особенно в литературных кругах. Оскорблены поступком Некрасова были даже сотрудники его журнала «Современник» и члены Английского клуба, которым довелось услышать это произведение. Остаток жизни Николай Некрасов прожил в атмосфере презрения со стороны значительной части общества.
В 1866 году генерал Муравьёв, прославившийся до этого большой жестокостью при подавлении польского восстания, был вызван царём из отставки, чтобы подавить революционные настроения в Петербурге, после того как на жизнь царя было совершено покушение. Репрессии, немедленно начатые Муравьёвым и затронувшие даже князей и министров, посеяли страх и панику в среде столичной интеллигенции. Многие антимонархически настроенные люди, чтобы избежать репрессий, вынуждены были публично выражать ликование по поводу чудесного спасения царя и восхвалять его спасителя — Осипа Комиссарова, толкнувшего террориста Дмитрия Каракозова под руку в момент выстрела. Поддался этой панике и Некрасов, сначала подписав адрес царю, выражая свою «глубокую скорбь о неслыханном в России преступлении» и в то же время «беспредельную радость о сохранении горячо любимого монарха», а затем сочинив стихи в честь Комиссарова («Не громка моя лира, в ней нет…»; в отличие от муравьёвской оды, они были опубликованы и особых нареканий современников не вызвали).
По предположению К. И. Чуковского, исследовавшего творчество и биографию Некрасова, поэта, может быть, настиг приступ отчаяния, вызванный провалом Каракозова, когда обнаружилось, как страшно оторваны революционные деятели от любимого ими народа.
14 апреля 1866 года Некрасов получает тайную записку от цензора Феофила Толстого с предупреждением о готовящемся закрытии журнала «Современник». В это же время старшина Английского клуба граф Г. А. Строганов, которому понравились стихи в честь Комиссарова, предлагает поэту приготовить стихи для обеда в честь Муравьёва, которого только что сделали почётным членом клуба. Опасаясь закрытия своего журнала, которому поэт посвятил много лет (и который в итоге всё равно был закрыт Муравьёвым), Некрасов решил сочинить и за обедом прочесть генералу оду. По словам присутствовавших, Некрасов начал заискивать перед Муравьёвым с самого начала обеда. Сидя за столом с Муравьёвым и слушая, как тот ругает революционные идеи, распространяемые журналами, поэт кивал ему и повторял:
Да, ваше сиятельство! Нужно вырвать это зло с корнем! Ваше сиятельство, не щадите виновных!» После окончания торжества, когда обедавшие покинули обеденный стол и остались лишь немногие, перешедшие в галерею выпить кофе, Некрасов подошёл к Муравьёву и попросил позволения сказать свой «стихотворный привет». Муравьёв разрешил, но даже не повернулся к поэту, продолжая курить трубку. Текст оды не сохранился, но, по утверждению присутствовавших, она содержала высокопарные восхваления Муравьёва и призывы к расправе над всеми революционно настроенными.
Крайне неловкая и неуместная выходка Некрасова очень не понравилась большей части членов клуба», — повествует барон А. И. Дельвиг в своей книге, стихи сильно покоробили присутствовавших. Сам Муравьёв лишь окинул Некрасова презрительным взглядом и советовал не печатать эти стихи. Весть о поступке Некрасова быстро разнеслась по Петербургу и вызвала бурю негодования. Революционеры проклинали его, вчерашние поклонники Некрасова срывали со стен его портреты и рвали в клочья или писали на них слово «подлец» и посылали ему по почте. Появились эпиграммы, сатиры, пасквили, анонимные письма, пародии. Фет назвал Некрасова продажным рабом, отлучённым от храма поэзии. «Браво, Некрасов… браво! Признаемся… этого и мы от вас не ждали» — язвительно писал Герцен в «Колоколе». Часть людей, настроенная против революции, глумилась и злорадствовала.
Корней Чуковский писал по тому же поводу:
Известно, как Некрасов любил свою мать. В мире, кажется, не было другого поэта, который создал бы такой религиозный культ своей матери. И всегда из его слов выходило, что она была полька. В его стихотворении «Мать», написанием на смертном одре, повествуется, что в детстве поэта она пела о польском восстании 1831 года:
Несчастна ты, о родина, я знаю:

Весь край в крови, весь заревом объят.

Как же решился он чествовать усмирителя Польши? Разве этот поступок – не оскорбление памяти матери?
Сам Некрасов никогда не отрицал подлости своего поступка, но поначалу отвергал право судить себя, полагая, что всё общество пропитано подлостью (его мысль Чуковский излагает так: «Да, я подлец, но и вы подлецы. Оттого я подлец, что я ваше порождение, ваша кровь. Вашего суда я не признаю, вы такие же подсудимые, как и я»).
В то же время, по мнению К. И. Чуковского, Некрасов до смерти испытывал мучения совести по поводу этого происшествия, критика по этому поводу глубоко ранила Некрасова и много раз вызывала ухудшение его здоровья. По утверждению друзей, спустя годы Некрасов часто начинал «не то оправдываться, не то казнить себя», это была «затруднённая, смущённая, сбивчивая речь человека, который хочет сказать очень много, но не может». Особенно мучительным казалось ему, что теперь нарушена та идейная связь, которая явно для всех существовала у него с Белинским и Добролюбовым, которых Некрасов очень ценил. Перед смертью поэту чудилось, что портреты Белинского и Добролюбова, висевшие у него в комнате, смотрят на него укоризненно.

### Поздние годы

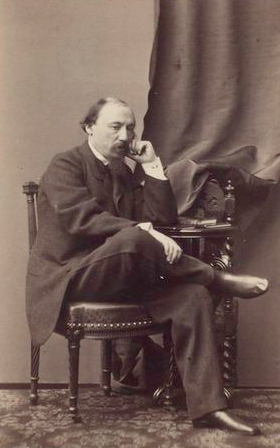
Н. А. Некрасов, 1865 год.

В конце шестидесятых Некрасов стал несколько осторожнее, поскольку опасался закрытия «Отечественных записок». В то время не мог прямо восхвалять революционеров, которых преследовало правительство, и поэтому искал обходные пути, чтобы донести свои мысли. Однако в 1868 году он пишет стихотворение «Душно! Без счастья и воли…», в котором ему удаётся почти прямо выразить революционный призыв и мысль о назревающей в долгой ночи грозе, которая расплещет «чашу вселенского горя»: «Буря бы грянула, что ли? Чаша с краями полна!» Некрасовская лирика 1870-х, его поэмы пропитаны революционными настроениями.
Главной работой Некрасова в поздние годы стала эпическая крестьянская поэма-симфония «Кому на Руси жить хорошо», в основу которой легла мысль поэта, которая неотступно преследовала его в годы после реформы: «Народ освобождён, но счастлив ли народ?» Эта поэма-эпопея вобрала в себя весь его духовный опыт. Это опыт тонкого знатока народной жизни и народной речи. Поэма стала как бы итогом его долгих размышлений о положении и судьбах крестьянства, не удовлетворённого результатами крестьянской реформы.

### Болезнь и смерть

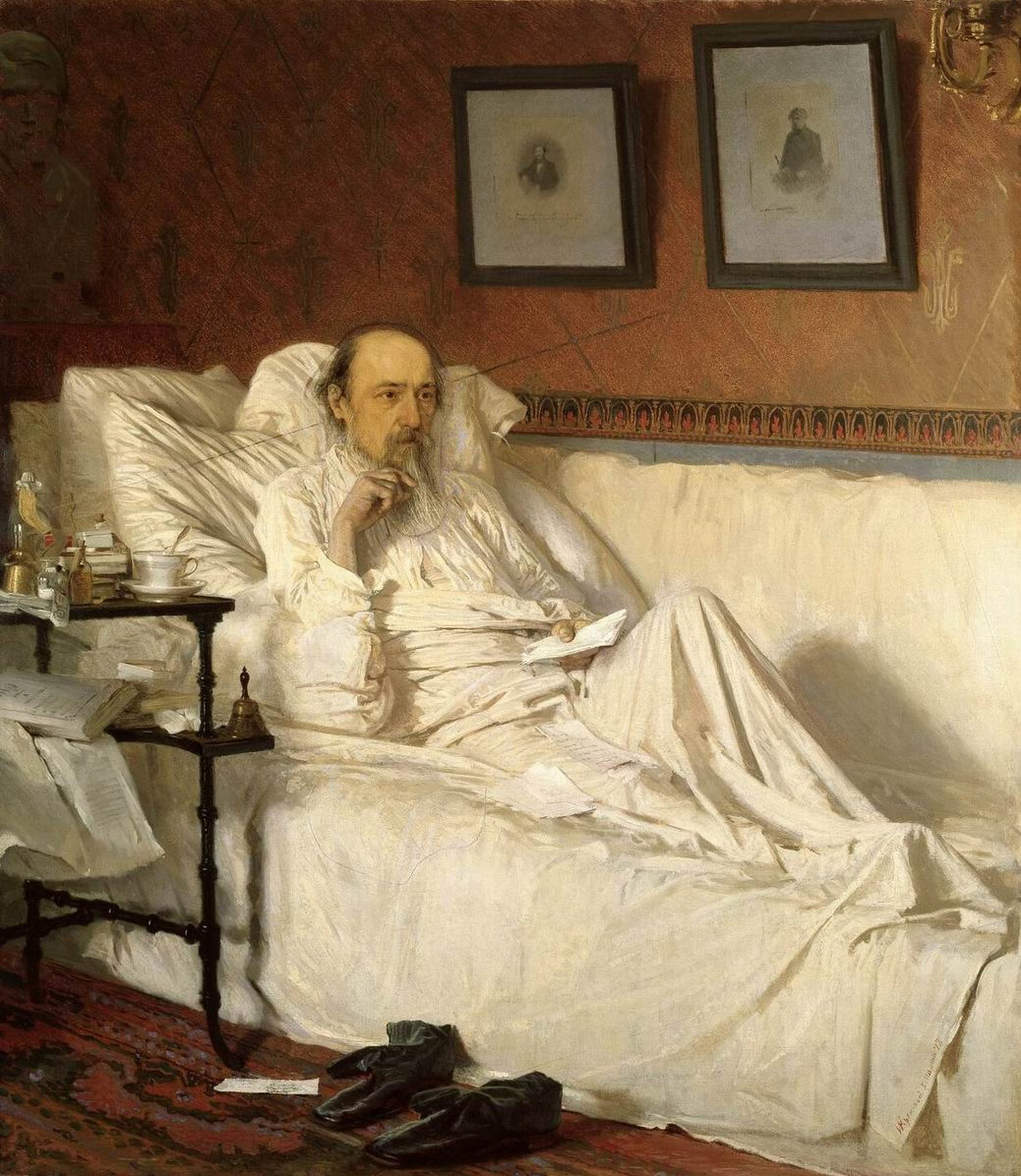
И. Н. Крамской. Н. А. Некрасов в период «Последних песен». 1877—1878 годы

В начале 1875 года Некрасов тяжело заболел. Врачи обнаружили у него рак кишечника — неизлечимую болезнь, которая на два последующих года приковала его к постели. На это время его жизнь превратилась в медленную агонию. Некрасова оперировал специально прибывший из Вены хирург Бильрот, однако операция лишь ненамного продлила ему жизнь.
Вести о смертельной болезни поэта значительно подняли его популярность. Со всех концов России к нему в больших количествах стали приходить письма и телеграммы. Поддержка сильно помогла поэту в его страшных мучениях и вдохновила его на дальнейшее творчество.
В это нелёгкое для себя время он пишет «Последние песни», которые по искренности чувств относят к его лучшим творениям. В последние годы в его душе ясно вырисовывалось и сознание его значения в истории русского слова. Так, в колыбельной песне «Баю-баю» смерть говорит ему: «Не бойся горького забвенья: уж я держу в руке моей венец любви, венец прощенья, дар кроткой родины твоей… Уступит свету мрак упрямый, услышишь песенку свою над Волгой, над Окой, над Камой, баю-баю-баю-баю!…»

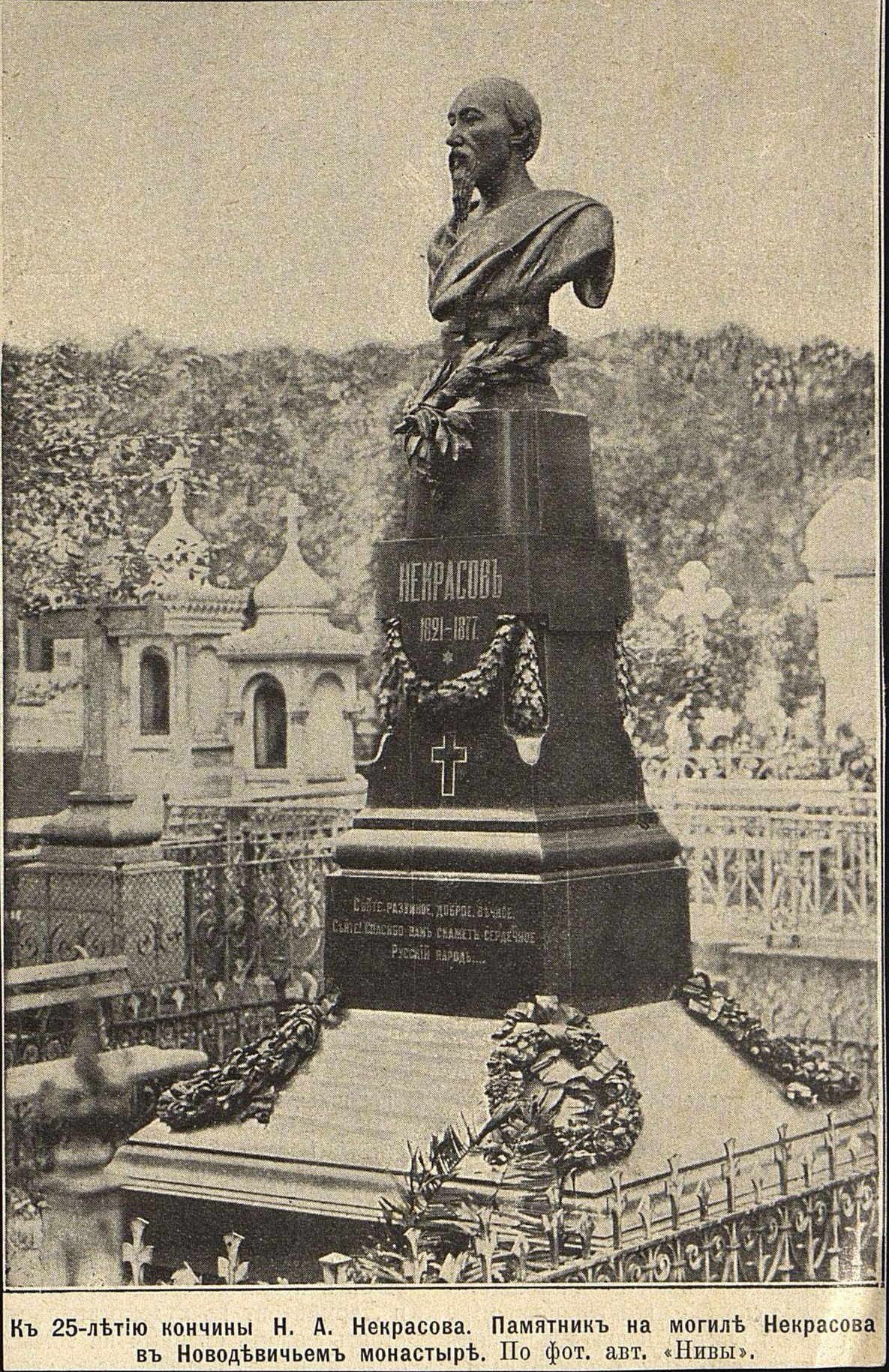
Памятник на могиле на кладбище Новодевичьего монастыря. Лит. 1902 г.

В «Дневнике писателя» Достоевский писал: «Я видел его в последний раз за месяц до его смерти. Он казался тогда почти уже трупом, так что странно было даже видеть, что такой труп говорит, шевелит губами. Но он не только говорил, но и сохранял всю ясность ума. Кажется, он всё ещё не верил в возможность близкой смерти. За неделю до смерти с ним был паралич правой стороны тела». Некрасов умер 27 декабря 1877 года (8 января 1878 года) в 8 часов вечера.
Проводить поэта в последний путь пришло огромное число людей. Его похороны стали первым случаем всенародной отдачи последних почестей писателю. Прощание с поэтом началось в 9 часов утра и сопровождалось литературно-политической демонстрацией. Несмотря на сильный мороз, толпа в несколько тысяч человек, преимущественно молодёжи, провожала тело поэта до места вечного его успокоения на петербургском Новодевичьем кладбище. Молодёжь даже не дала говорить выступавшему на самих похоронах Достоевскому, который отвёл Некрасову (с некоторыми оговорками) третье место в русской поэзии после Пушкина и Лермонтова, прервав его криками: «Да выше, выше Пушкина!». Этот спор затем перешёл в печать: часть поддерживала мнение молодых энтузиастов, другая часть указывала на то, что Пушкин и Лермонтов были выразителями всего русского общества, а Некрасов — одного только «кружка». Были и третьи, которые с негодованием отвергали самую мысль о параллели между творчеством, доведшим русский стих до вершины художественного совершенства, и «неуклюжим» стихом Некрасова, по их мнению лишённым всякого художественного значения.
В погребении Некрасова принимали участие представители «Земли и воли», а также другие революционные организации, которые возложили на гроб поэта венок с надписью «От социалистов».
Надгробие поэта выполнялось по проектам скульптора М. А. Чижова и архитектора П. П. Шрейбера, освящение памятника состоялось 13 сентября 1881 года (по старому стилю).

## Личная жизнь

### Женщины

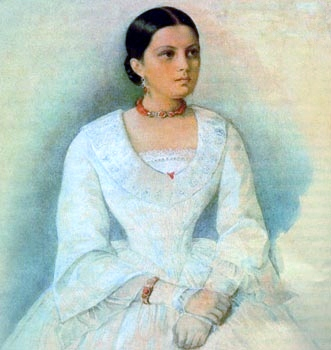
Авдотья Панаева

Личная жизнь Николая Алексеевича Некрасова складывалась не всегда удачно. В 1842 году на поэтическом вечере он повстречал Авдотью Панаеву (ур. Брянская) — жену писателя Ивана Панаева. Авдотья Панаева, привлекательная брюнетка, считалась одной из самых красивых женщин Петербурга того времени. Кроме этого, она была умна и была хозяйкой литературного салона, который собирался в доме её мужа Ивана Панаева. Её собственный литературный талант привлекал в кружок в доме Панаевых молодых, но уже популярных Чернышевского, Добролюбова, Тургенева, Белинского. Её мужа, писателя Панаева, характеризовали как повесу и гуляку. Несмотря на это, его жена отличалась порядочностью, и Некрасову пришлось приложить немалые усилия к тому, чтобы привлечь внимание этой женщины. В Авдотью был влюблён и Фёдор Достоевский, однако взаимности добиться ему не удалось. Поначалу Панаева отвергла и 26-летнего Некрасова, также в неё влюблённого, отчего тот едва не покончил с собой.

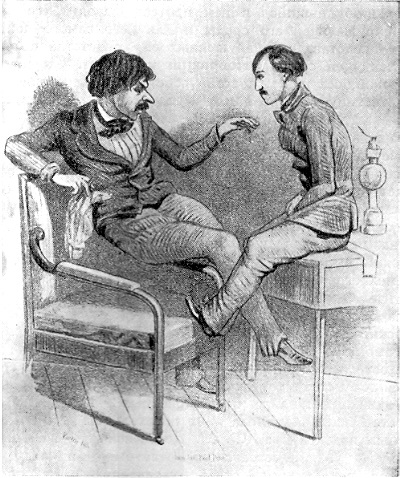
Некрасов и Панаев. Карикатура Н. А. Степанова. «Иллюстрированный альманах», запрещённый цензурой. 1848 г.

Во время одной из поездок Панаевых и Некрасова в Казанскую губернию Авдотья Яковлевна и Николай Алексеевич всё же признались друг другу в своих чувствах. По возвращении они стали жить гражданским браком в квартире Панаевых, причём вместе с законным мужем Авдотьи — Иваном Панаевым. Такой союз продлился почти 16 лет, до самой смерти Панаева.
Всё это вызывало общественное осуждение — про Некрасова говорили, что он живёт в чужом доме, любит чужую жену и при этом ещё и закатывает сцены ревности законному мужу. В этот период от него отвернулись даже многие друзья. Но несмотря на это, Некрасов и Панаева были счастливы. Некрасов создал один из лучших своих стихотворных циклов — так называемый «Панаевский цикл» (многое из этого цикла они писали и редактировали вместе). Соавторству Некрасова и Станицкого (псевдоним Авдотьи Яковлевны) принадлежат несколько романов, имевших большой успех. Несмотря на такой нестандартный образ жизни, эта троица оставалась единомышленниками и соратниками в деле возрождения и становления журнала «Современник».
В 1849 году у Авдотьи Яковлевны от Некрасова родился второй мальчик, который, как и первый, прожил недолго. В это время заболел и сам Некрасов. Предполагают, что именно со смертью ребёнка связаны сильные приступы гнева и перемены настроения, которые в дальнейшем привели к разрыву в их с Авдотьей отношениях. В 1862 году умер Иван Панаев, а вскоре от Некрасова ушла Авдотья Панаева. Однако Некрасов помнил её до конца жизни и при составлении завещания упомянул её в нём.

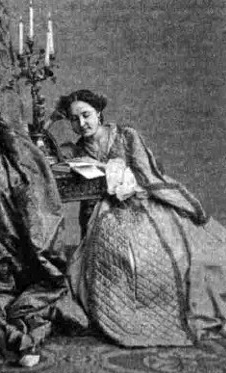
Селина Лефрен

В мае 1864 года Некрасов отправился в заграничную поездку, которая продолжалась около трёх месяцев. Жил он преимущественно в Париже вместе со своими спутницами — родной сестрой Анной Алексеевной и француженкой Селиной Лефрен (фр. Lefresne), с которой он познакомился ещё в Петербурге в 1863 году. Селина была актрисой французской труппы, выступавшей в Михайловском театре. Она отличалась живым нравом и лёгким характером. 

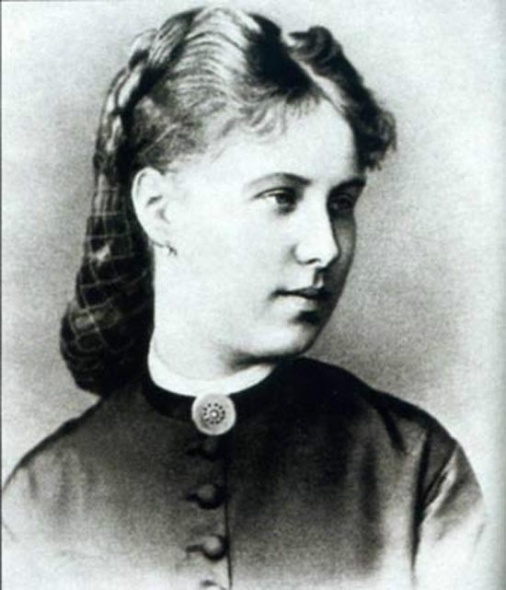
Зинаида Николаевна Некрасова (Фёкла Анисимовна Викторова), супруга Некрасова

Лето 1866 года Селина провела в Карабихе, а весной 1867 года она отправилась за границу, как и в прошлый раз, вместе с Некрасовым и его сестрой Анной. Однако на этот раз она в Россию больше не вернулась. Проводив Селину, Некрасов вернулся в Россию и в Ярославле познакомился с Прасковьей Николаевной Мейшен, на которой, по слухам, собирался жениться, однако отношения расстроились, и Мейшен уехала. Увлечение Мейшен не прервало отношений Некрасова с Селиной — в 1869 году они встретились в Париже и весь август провели у моря в Диеппе. Некрасов остался очень доволен этой поездкой, поправив также и своё здоровье.
Во время отдыха он чувствовал себя счастливым, причиной чему была и Селина, которая была ему по душе, хотя её отношение к нему было ровным и даже чуть суховатым. Вернувшись, Некрасов ещё долго не забывал Селину и помогал ей. А в своём предсмертном завещании назначил ей десять с половиной тысяч рублей.
Позже Некрасов познакомился с деревенской девушкой, дочерью солдата Фёклой Анисимовной Викторовой, очень приятной и доброй, но простой и малообразованной. Исследователь творчества Некрасова Михаил Макеев указывает: поэт признавался Лазаревскому, что взял Фёклу из «заведения». Ей было 23 года, а ему уже 48. Писатель водил её в театры, на концерты и выставки, чтобы восполнить пробелы в воспитании. Николай Алексеевич придумал ей имя — Зина. Так Фёкла Анисимовна стала называться Зинаидой Николаевной. Она учила наизусть стихи Некрасова и восхищалась им. Обвенчались они только незадолго до смерти поэта, но он считал её своей законной женой. Однако Некрасов всё же тосковал по своей прежней любви — Авдотье Панаевой — и одновременно любил и Зинаиду, и француженку Селину Лефрен, с которой у него был роман за границей. Одно из самых своих знаменитых стихотворных произведений — «Три элегии» — он посвятил только Панаевой.

### Карты
Страсть к игре в карты (например в преферанс) была наследственной в дворянском роду Некрасовых, начиная с предка Николая Алексеевича — Якова Ивановича, «несметно богатого» рязанского помещика, который довольно быстро лишился своего богатства. Впрочем, и вновь разбогател он достаточно быстро: одно время Яков был воеводой в Сибири. В результате страсти к игре его сыну Алексею досталось уже одно только рязанское имение. Женившись, он получил в качестве приданого село Грешнево. Но уже его сын, Сергей Алексеевич, заложив на срок ярославское Грешнево, лишился и его. Алексей Сергеевич, когда рассказывал своему сыну Николаю, будущему поэту, славную родословную, резюмировал: «Предки наши были богаты. Прапрадед ваш проиграл семь тысяч душ, прадед — две, дед (мой отец) — одну, я — ничего, потому что нечего было проигрывать, но в карточки поиграть тоже люблю». И только Николаю Алексеевичу удалось переломить судьбу, превратить страсть к игре в источник дохода.
Секрет его успеха был довольно прост. Во-первых, Некрасов играл не в азартные, а в коммерческие игры, выигрыш в которых зависит не только от удачи, но и от умения игрока. Во-вторых, играл он только в санкт-петербургском Английском клубе, то есть в кругу людей очень состоятельных, среди которых были первые сановники империи. Эти люди не были ориентированы на выигрыш, они садились за карточный стол только ради приятного времяпровождения; проигрыш даже очень значительной суммы не был для них трагедией. Некрасов быстро понял, что люди такого психологического склада играют рассеянно и не могут эффективно противостоять умному и сосредоточенному противнику.
С годами он выработал для себя простые принципы физической подготовки к серьёзной карточной игре: ехал в клуб, только хорошо выспавшись и приняв ванну, причём в воду «для бодрости» подливал ром.
Некрасов играл в клубе многие годы; случалось ему иногда и проигрывать, но общий счёт был в его пользу и шёл на сотни тысяч. Один только будущий министр финансов Александр Абаза проиграл Некрасову более миллиона франков. Весьма крупную сумму проиграл Некрасову генерал-адъютант Александр Адлерберг, министр Императорского Двора и личный друг Александра II. Благодаря такому источнику дохода Некрасову удалось скопить небольшой капитал и вернуть Грешнево, в котором он провёл своё детство и которое было отобрано за долг его деда. Часть выигранных денег шла на расходы, связанные с изданием журнала «Современник».
О необычайных успехах Некрасова в игре и его любви к карточным выигрышам ходили анекдоты. Например:
Однажды познакомиться со знаменитым поэтом пришёл провинциальный купец, приехавший в столицу продавать лес. Знакомство это дорого обошлось простаку. Спустя несколько дней Белинский поинтересовался у Некрасова:
— Что, хороша ли была игра?
— Да он у меня восемь тысяч украл! — с гневом воскликнул Некрасов.
— Как украл? Ведь вы его обчистили!

— Да, обчистил… Он умудрился в другой дом пойти и там ещё восемь тысяч проиграл — не мне! Не мне!

### Охота

Памятник Некрасову с собакой и ружьём в Чудово, рядом с домом-музеем — бывшим охотничьим домиком Н. А. Некрасова

Ещё одним увлечением Некрасова, также передавшимся ему от отца, была охота. Псовая охота, которую обслуживали два десятка доезжачих, борзятников, выжлятников, псарей и стремянных, была гордостью Алексея Сергеевича. Отец поэта давно простил своего отпрыска и не без ликования следил за его творческими и финансовыми успехами. И сын до самой смерти отца (в 1862 году) приезжал к нему в Грешнево каждый год. Некрасов посвятил псовой охоте весёлые стихи и даже одноимённую поэму «Псовая охота», воспевающую удаль, размах, красоту России и русской души.
В зрелом возрасте Некрасов пристрастился к медвежьей охоте («Весело бить вас, медведи почтенные…»). Авдотья Панаева вспоминала: когда Некрасов собирался на медведя, были большие сборы — везлись дорогие вина, закуски и просто провизия; с собой даже брали повара. В марте 1865 года Некрасову удалось добыть за день сразу трёх медведей. Он ценил мужиков-медвежатников, посвящал им стихи (Саввушка, «сплошавший» на сорок первом медведе, из стихотворения «В деревне»; Савелий из поэмы «Кому на Руси жить хорошо»).
Некрасов любил охотиться и на дичь. Его пристрастие к хождению по болоту с ружьём было безграничным. Порой он выходил на охоту с восходом солнца и возвращался только к полуночи.
Ходил он на охоту и с «первым охотником России» Иваном Тургеневым, с которым они долгое время дружили и переписывались. Некрасов в своём последнем послании Тургеневу за границу просил купить для него в Лондоне или Париже ружьё Ланкастера за 500 рублей. Однако их переписке было суждено прерваться в 1861 году; Тургенев не ответил на письмо и ружья не купил, а на их многолетней дружбе был поставлен крест. Гражданская жена Некрасова, Авдотья Панаева, ввязалась в тяжбу о наследстве бывшей жены поэта Николая Огарёва, Некрасов тоже принимал какое-то участие в этой истории. Тургенев узнал от Огарёва в Лондоне о некрасивых хитросплетениях этого дела и порвал с Некрасовым все отношения. Некрасов-издатель разошёлся и с некоторыми другими старыми друзьями — Л. Н. Толстым, А. Н. Островским. В это время он и переключился на новую демократическую волну, исходившую из стана Чернышевского — Добролюбова.
Ставшая в 1870 году поздней музой Некрасова Фёкла Анисимовна, наречённая поэтом на благородный лад Зинаидой Николаевной, также пристрастилась к увлечению мужа — охоте. Она даже сама седлала лошадь и ездила с ним на охоту в рейт-фраке и в брюках в обтяжку, на голове — циммерман. Всё это приводило Некрасова в восторг. Но однажды во время охоты на Чудовском болоте Зинаида Николаевна случайно застрелила любимого пса Некрасова — чёрного пойнтера по кличке Кадо. После этого Некрасов, посвятивший охоте 43 года своей жизни, навсегда повесил ружьё на гвоздь.

## Образ революционного демократа в поэзии Н. А. Некрасова
В некрасовской лирике первой половины 1860-х гг. заметна напряжённая атмосфера, которая была в обществе того времени: это подъём освободительного движения в годы революционной ситуации, заметное нарастание, а затем и спад послереформенных крестьянских волнений. Сказались также правительственные репрессии и аресты революционеров. Все эти события придали некрасовским стихам в одних случаях мрачный колорит, а в других наполнили их мятежным пафосом, чувством протеста. В 1864 году поэт пишет небольшую поэму «Железная дорога», в которой отразилась жестокая реальность жизни и труда русского крестьянина, был проведён строгий социальный анализ. Некрасов затронул в этой поэме острую социальную тему эксплуатации рабочих, вчерашних крестьян, на тяжёлом строительстве железных дорог. В поэме он указал на послереформенное разорение деревни и связал его с начавшимся процессом капитализации России.
В середине 1860-х годов Некрасов написал острую сатиру «Газетная», в которой высмеял своего исконного врага — цензуру: он показал отрицательный образ цензора николаевских времён, который по инерции продолжает искать «крамолу» в газетах. Некрасов посвятил теме борьбы с цензурой и либерализмом обширный цикл сатирических стихов «Песни о свободном слове» (1865—1866), написанных в ответ на цензурные «реформы», которые ставили в тяжёлое положение и его журнал «Современник». В этих стихах он подверг осмеянию цензурную политику правительства, а также и либеральную печать, которая восхваляла эту политику.
Писатель в то время не мог прямо писать о революционерах, которых преследовало правительство, и поэтому искал обходные пути, чтобы донести свои мысли. Однако в 1868 году он пишет стихотворение «Душно! Без счастья и воли…», в котором ему удаётся почти прямо выразить революционный призыв и мысль о назревающей в долгой ночи грозе, которая расплещет «чашу вселенского горя»: «Буря бы грянула, что ли? Чаша с краями полна!» Некрасовская лирика 1870-х, его поэмы пропитаны революционными настроениями.

## Некрасовская школа
В поэзии 1860-х годов сформировалось такое понятие, как «Некрасовская школа». Это была группа поэтов, которые противопоставляли себя поэтам «чистого искусства» как поэты реального и гражданского направления, — Дмитрий Минаев, Николай Добролюбов, Иван Никитин, Василий Курочкин и другие. Само понятие «Некрасовская школа» вовсе не означало, что они являлись учениками Некрасова в прямом смысле. Скорее, Николаю Некрасову удалось наиболее полно выразить совокупность тех тенденций гражданской поэзии 1840—1860-х годов, которые были значимы в их творчестве: Добролюбов и Минаев были поэты по преимуществу сатирические, Никитин — крестьянский, так же и с другими поэтами.
Ещё Чернышевский заявил, что Некрасов является создателем нового периода в русской литературе. На появлении самого термина «Некрасовская школа» сказалось влияние такого понятия, как «натуральная школа», которая в середине 1840-х годов также в большой мере связывалась именно с именем Некрасова. Определение «Некрасовская школа» прозвучало впервые в связи с характеристикой поэзии Дмитрия Минаева. Существование такого направления признавали и критики, враждебно относившиеся к демократической поэзии. Под этой школой можно понимать систему художественных принципов, которые сложились в русской (прежде всего демократической) поэзии к середине XIX века. Школа оказывала своё влияние на русскую поэзию. Следы некрасовской школы находят даже у поэтов позднейшего времени — у Андрея Белого, у Александра Блока. Однако обычно под школой Некрасова подразумевают поэтов 1850—1870-х годов, которые идеологически и художественно наиболее были ему близки и испытывали на себе прямое его влияние. Большинство из них формировалось вокруг немногочисленных демократических изданий: некрасовского «Современника», «Русского слова», «Искры». Сама некрасовская поэзия характеризовалась народностью. Некрасов был поэтом, который не просто писал о народе, но и говорил его языком.

## Критика творчества Некрасова

### Прижизненная критика
Первый сборник его стихотворений «Мечты и звуки» похвалил писатель и литературный критик Ксенофонт Полевой. Благосклонно отнёсся к сборнику и Василий Жуковский. Тем не менее известный литературный критик Виссарион Белинский пренебрежительно отозвался о книжке в «Отечественных записках». В то же время именно Белинский в дальнейшем оценил достоинства крупного ума и таланта Некрасова. Кроме того, он видел в лице Некрасова представителя критического реализма и художника с заметно выраженной революционной тенденцией.
Среди читателей также не было единой реакции на творчество Некрасова. В среде собственнических классов оно встретило решительное осуждение. Его стихами возмущались в кружке Белинского — Василий Боткин, Александр Дружинин и Иван Тургенев, которые придерживались пушкинских традиций стихосложения, и их не устраивал прозаизм некрасовской рифмовки. Дворянская критика также не одобряла эксплуатацию Некрасовым «народной темы». Боткин советовал ему бросить «воспевать любовь ямщиков, огородников и всю деревенщину».
Основных же своих поклонников поэт нашёл в среде революционных разночинцев: Белинского, Дмитрия Писарева, Николая Чернышевского. Белинский восторгался сочувствием Некрасова к «людям низкой породы», Писарев уважал его за сочувствие к страданиям простого человека и за готовность «честное слово» замолвить за бедняка и угнетённого, Чернышевский писал из Сибири, что слава Некрасова будет бессмертна, и называл его гениальнейшим и благороднейшим из всех русских поэтов. В целом революционно-демократическая критика того времени давала творчеству Некрасова высокую оценку.
Также Чернышевский высоко ценил пьесы Некрасова, которые, по его собственному признанию, заставляли его «рыдать». Он, а затем и критик Николай Добролюбов, рассмотрели в Некрасове не только социального и гражданского поэта, но и «поэта сердца», лирика, которому удалось найти новые слова для выражения лучших человеческих чувств. Речь шла и о новом отношении к женщине, об уважении её прав. Современники поэта отмечали, что Некрасов, открывший новую главу в истории русской лирической поэзии, унаследовал пушкинскую ясность выражения мысли, а порой и пушкинскую стилистику.
Тургенев в своих отзывах о стихах Некрасова не раз вспоминал Пушкина: «Стихи твои <…> просто пушкински хороши…».
Как отмечается в энциклопедии «Британика», несмотря на то, что «работам Некрасова не хватает мастерства и выверенности», основные его произведения были наделены особой силой, новизной и оригинальностью выражения.

### Досоветская критика
Марксист Георгий Плеханов в своей статье к 25-летию смерти поэта (1902 год) рассмотрел творчество Некрасова с марксистской точки зрения. В ней Плеханов провёл резкую грань между Некрасовым и другими дворянскими писателями, отметил революционизирующую функцию его поэзии.

### Советская критика
Владимир Ильич Ленин ещё до Октябрьской революции называл Некрасова «старым русским демократом». Ленин считал одной из заслуг Некрасова то, что он учил русское общество различать под внешностью образованности крепостника-помещика его собственнические интересы, боролся как против крепостничества, так и против лицемерного российского либерализма.
Михаил Иванович Калинин в своей статье «О моральном облике нашего народа» (1945) говорил об общественно-воспитательном значении поэзии Некрасова, о том, что тот своими произведениями пробуждал в людях ненависть к рабовладельцам, любовь к народу, призывал к борьбе.
Как писал советский литературовед и критик В. В. Жданов, Некрасов не только сочувствовал народу, но и отождествлял себя с крестьянской Россией, говорил от её имени и её языком, а также был выразителем пробуждавшегося самосознания народных масс, что и стало основой идейных и художественных особенностей его творчества. От его стихов прослеживается нить уже и к поэзии XX века, к трагической лирике Александра Блока.
По утверждению русского литературоведа профессора Ленинградского университета В. Е. Евгеньева-Максимова, Николай Алексеевич Некрасов был самым замечательным поэтом русской революционной демократии. По мнению Евгеньева-Максимова, мысли о тяжёлом положении народа приводили писателя к сочувствию угнетённым, то есть крепостным, и отрицательному отношению к помещикам.

## Нравственная оценка Некрасова

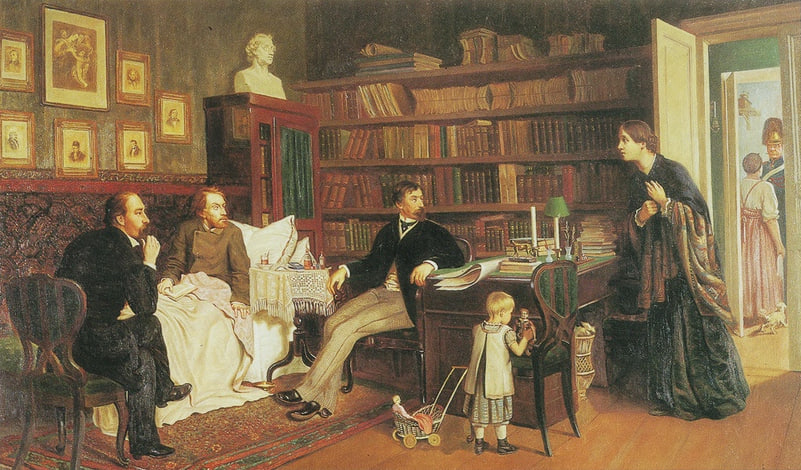
Н. А. Некрасов и И. И. Панаев у больного В. Г. Белинского
художник А. Наумов, 1881

Николай Некрасов был нелюбим многими современниками ещё до случая с одой генералу Муравьёву.
Самыми грозными обвинениями в его адрес были обвинения в мошенничестве. В частности, Герцен и Кавелин обвиняли Некрасова в присвоении чужих имений. Герцен до конца жизни называл Некрасова «гадким негодяем» и «стервятником», обвиняя его в присвоении имения Огарёва. Кроме того, Анненков и Кавелин обвиняли Некрасова в ограблении больного Белинского.
Другое, самое распространённое обвинение, которое предъявлялось Некрасову, — это то, что он был литературным барышником. Тургенев обвинил Некрасова в том, что тот, купив у него «Записки охотника» за 1000 руб., тут же перепродал их другому издателю за 2500 руб. Такое же мнение сложилось о Некрасове у Достоевского и Краевского, когда они узнали, что юноша Некрасов скупил у издателя экземпляры сочинений Гоголя и перепродал их по гораздо более высокой цене. Обвинение в спекуляции рукописями последовало и от Николая Успенского. Многим до такой степени бросалась в глаза эта сторона личности Некрасова, что они искренно изумлялись, когда знакомились с его произведениями. Грановский в 1853 году был весьма поражён, что такой, как он выразился, «мелкий торгаш» может быть таким «глубоко и горько чувствующим поэтом». По утверждению К. И. Чуковского, в богемной среде середины XIX века сложилось устойчивое мнение, что «Некрасов — первостатейный кулак, картёжник и весь сгнил от разврата с француженками».
Но наиболее серьёзным с творческой точки зрения было обвинение Некрасова в том, что он не верит в то, за что борется, то есть что он просто обманщик. Такое мнение было тоже весьма распространённым. В частности, это утверждали Лесков, Лев Толстой, Аполлон Григорьев, Василий Боткин, композитор П. И. Чайковский, композитор Юрий Арнольд, историк Костомаров и многие другие. «В стихах печалится о горе народном, а сам построил винокуренный завод!» — возмущались Левитов, Полонский, Авдеев. А. К. Голубев в своих воспоминаниях о Некрасове изумлялся, что тот клеймит существовавшее в Петербурге «Обжорное общество», описывает для контраста голодных, замученных бурлаков, а через несколько лет выясняется, что сам Некрасов состоял в этом обществе и объедался там наравне со всеми. Фет описывает, что Некрасов, порицая в литературе тех, кто вбивал от мальчишек гвозди остриём вверх на запятках экипажа, сам имел ровно такие гвозди на своей коляске. С пафосом обличая в своих стихах медвежью охоту, Некрасов при этом сам любил выезжать на медвежью и лосиную охоту с поварами, лакеями, сервизами и несессерами в обществе князей и министров, сгоняя на зверя целые деревни. В той же пьесе про охоту он очень бранит порнографические стихи Михаила Лонгинова, но позднее в архиве были обнаружены поэтические послания Некрасова к Лонгинову, в которых Некрасов употребляет практически ту же лексику, за которую бранил Лонгинова. «Двойной человек» — так выразил распространённое мнение о Некрасове Александр Пыпин. Некрасов и сам иногда признавался в своей двойственности, ещё в 1855 году он писал Боткину: «Во мне было всегда два человека — один официальный, вечно бьющийся с жизнью и с тёмными силами, а другой такой, каким создала меня природа». Подозрение в двуличии вызывало у многих современников Некрасова и резкое отторжение к его творчеству, которое они не могли отделить от личности автора.
Тем не менее К. И. Чуковский, делавший в 1920-х годах углублённый обзор жизни и творчества Некрасова и систематизировавший многие вышеприведённые факты его биографии, не считал Некрасова обманщиком в его творчестве. Он считал, что Некрасов совершенно искренне переживал о народе и действительно имел революционно-демократические взгляды, но при этом, будучи морально слабым человеком и аферистом по своей натуре, он просто не мог отказать себе в некоторых несущих большую выгоду делах и в проявлениях роскошной барской жизни. «Я не слишком нравлюсь себе самому, — признавался Некрасов, — я осудил сам себя беспощадным судом». «Это было в нём органическое», — пишет Чуковский, по его мнению жизнь сформировала Некрасова помещиком и плебеем в одном лице, «такой парадокс истории», барин и разночинец всю жизнь боролись внутри Некрасова, и в этом вся разгадка его двойственности, — «двуликий, но не двуличный».

## Значение и оценка творчества Некрасова

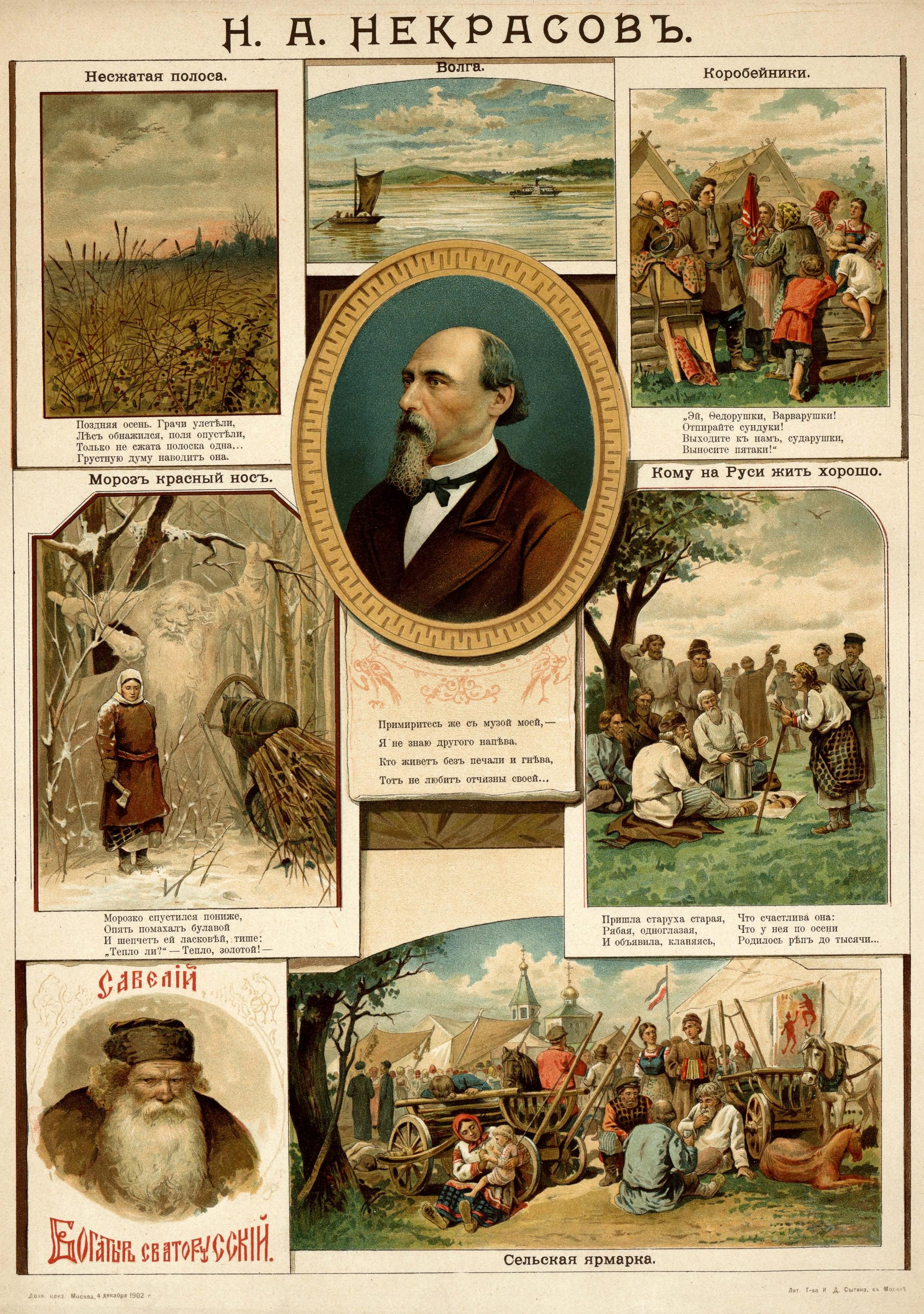
Народный лубок по стихам Н. А. Некрасова. 1902 г.

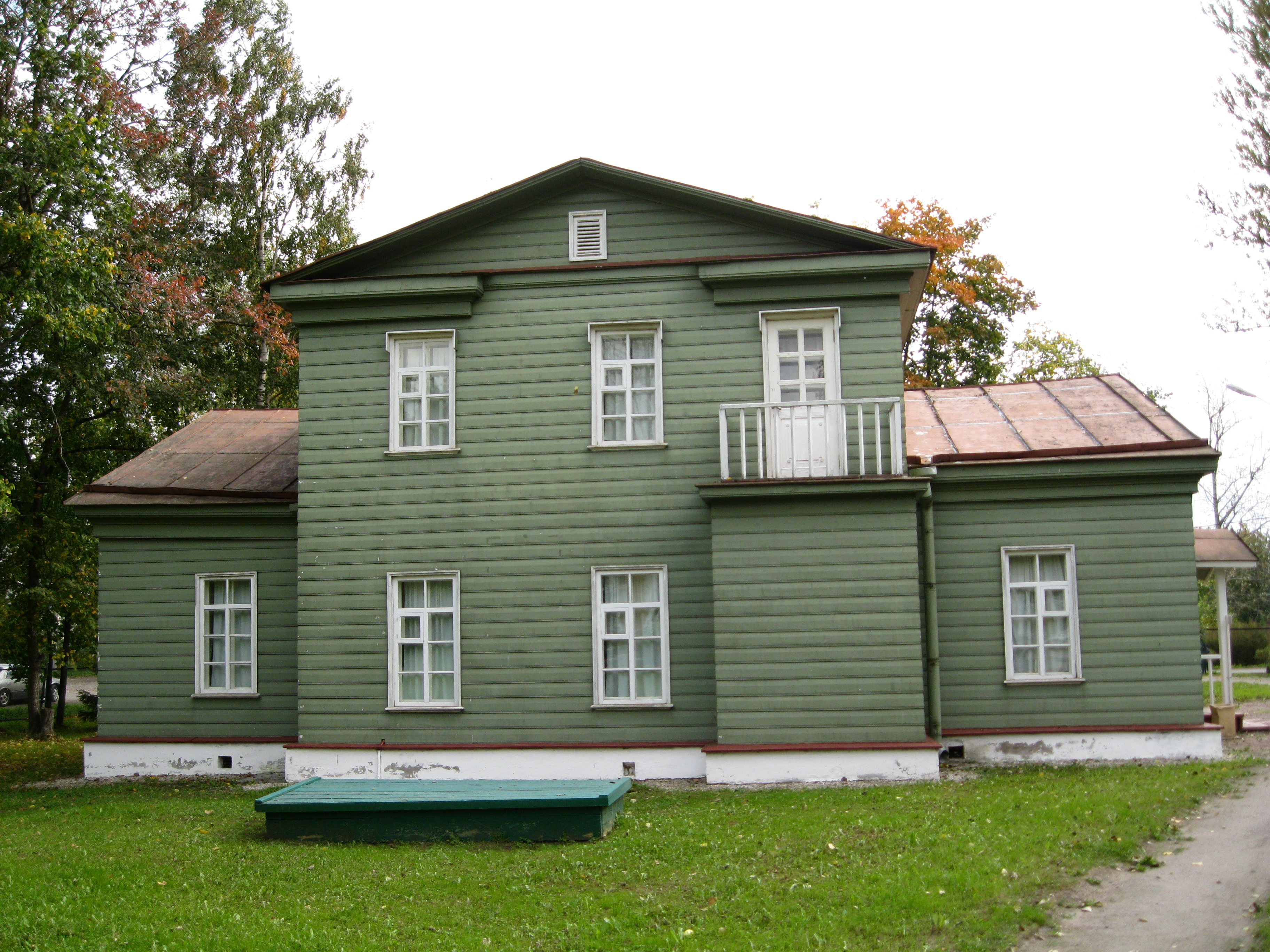
Дом-музей Н. А. Некрасова в Чудово

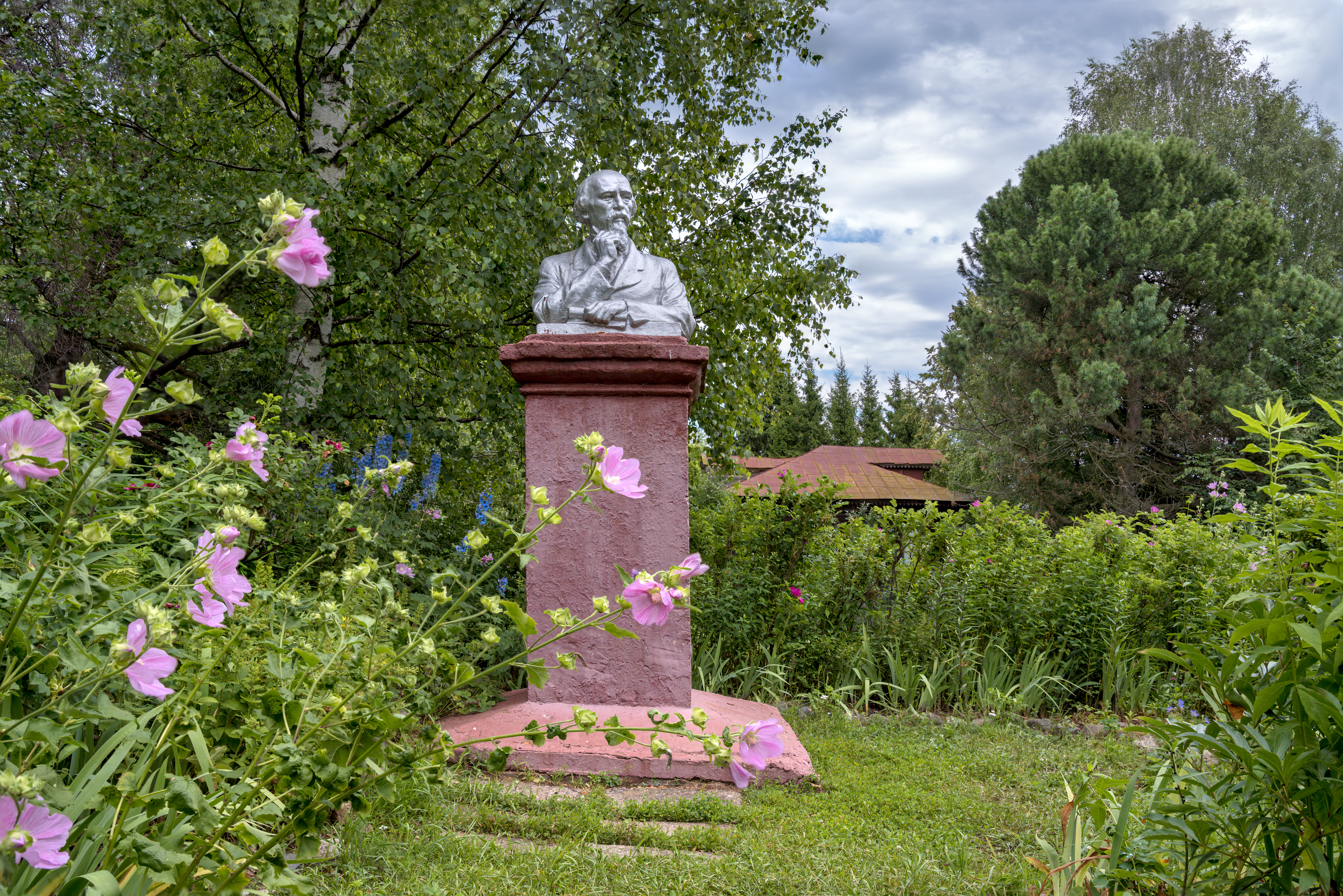
Памятник поэту в деревне Грешнево Ярославской области

В творчестве Некрасова едва ли не впервые в русской поэзии отображена жизнь рабочего класса пореформенной поры. Его стиль отличался демократизмом, умением ставить искусство на службу общественным устремлениям и реалистическим изображением действительности. Его творчество сыграло большую роль в развитии передовой русской литературы и в формировании реалистического стиля советской поэзии.
Некрасов делал в своих стихах основной упор на остросоциальное содержание и даже нередко в ущерб художественным качествам. Многие стихи откровенно ему не удавались. С точки зрения изящества стихосложения, его нельзя поставить рядом ни с Пушкиным, ни с Лермонтовым, а порой и с некоторыми второстепенными поэтами. Многие стихотворения он и сам завещал не включать в собрание его сочинений. Между стихотворцами «гражданского» направления есть поэты, которых можно поставить выше Некрасова по технике, в их числе А. Н. Плещеев и Д. Д. Минаев. Однако, с другой стороны, именно сравнение с этими поэтами, не уступавшими Некрасову и в «либерализме», показывает, что, не всегда достигая внешних проявлений художественности, Некрасов ни одному из величайших художников русского слова не уступает в силе передачи своих мыслей через свои стихи.
Несмотря на то, что большинство его произведений полно печальных картин народного горя, они создают бодрящее впечатление, не оставляют равнодушным и всегда волнуют. В то же время, если можно спорить о поэтическом значении «гражданских» стихотворений Некрасова, то разногласия значительно сглаживаются, когда дело идёт о Некрасове как об эпике и лирике. Его поэма «Коробейники» (1861), возможно, и малосерьёзна по содержанию, но написана оригинальным слогом, в народном духе. Поэма не только прочно ввела в литературу народную тему, она также имела и острополитическое звучание. Журнал «Русское слово» (1861, № 12), высоко оценивая поэму, особо выделил в ней «Песню убогого странника», написав, что она сильна своей простотой, но это «великая и грозная своим величием простота».
В стихотворении «На Волге» (1860) он затронул тему одной из самых тяжёлых и неприятных сторон крепостнической действительности — бурлачества. Тема знакома ему ещё по детским воспоминаниям — он не раз видел тяжёлый труд бурлаков. Его горькие мысли разделяла тогда вся демократическая интеллигенция. Поэт не раз возвращался к теме «холопства» и необходимости борьбы с ним.
В стихотворении «Размышления у парадного подъезда», написанном в 1858 году (из-за цензуры стихотворение «гуляло» по многочисленным спискам, вручную переписывалось, в 1860 году было опубликовано без подписи автора А. И. Герценом в газете «Колокол» за рубежом под названием «У парадного крыльца» и в 1863 году — под фамилией Некрасова), как полагают исследователи, окна квартиры поэта на Литейном проспекте Петербурга смотрели на подъезд министра государственных имуществ М. Н. Муравьёва, и Н. А. Некрасов, вероятно, именно там наблюдал эти сцены. Подъезд по праздникам встречает «дорогих» гостей (они не дороги для поэта). А в обычные дни к подъезду подходят «убогие», «безвестные» (раз бедные) лица (по восприятию важной персоной), которые говорят: «Суди его Бог!», потому что швейцар никого не пускает. А владелец роскошных палат, «считающий жизнью завидною упоение лестью бесстыдною, волокитство…», и он — «герой, втихомолку проклятый Отчизною, возвеличенный громкой хвалой». Кто сегодня заходит в подобные парадные подъезды, а кого — не пускают как просителей?[значимость факта?]
В 1863 году Некрасовым было написано самое выдержанное в отношении стандартов стихосложения среди всех его произведений — поэма «Мороз, Красный нос». Эта поэма, которую поэт посвятил своей сестре Анне, — воспевание русской крестьянки, в которой автор усматривает исчезающий тип «величавой славянки». В поэме описаны светлые стороны крестьянской натуры, но, благодаря строгой выдержанности стиля, в ней отсутствует сентиментальность. По общему складу к этому произведению примыкает написанная ранее идиллия «Крестьянские дети» (1861).
Позже Некрасов создаёт написанную весьма оригинальным размером огромную поэму «Кому на Руси жить хорошо» (1863—1876), своего рода народный эпос. К лучшему, что в ней есть, относят финальную песню Гриши Добросклонова, заканчивающуюся словами «ты и убогая, ты и обильная, ты и забитая, ты и всесильная, матушка Русь». Не вполне выдержан стихотворный размер и в другой поэме Некрасова — «Русские женщины» (1871—1872), концовка которой — свидание Волконской с мужем на руднике — принадлежит к трогательнейшим сценам во всей русской литературе.
Некрасова можно назвать единственным русским поэтом, у которого сильно и заметно развита такая чисто русская черта, как склонность к покаянию. Эта черта проявилась в его «Рыцаре на час». Его «Влас» также вышел из настроения, в котором глубоко прочувствована очищающая сила покаяния. В этом же ряду следует назвать и великолепное стихотворение «Когда из мрака заблуждения я душу падшую воззвал…», о котором с восторгом отзывались даже такие мало расположенные к Некрасову критики, как Алмазов и Аполлон Григорьев.
«Некрасова, как поэта, я уважаю за его горячее сочувствие к страданиям простого человека, за честное слово, которое он всегда готов замолвить за бедняка и угнетённого», — писал русский литературный критик Дмитрий Писарев.
На протяжении трёх десятилетий (1840—1860-е гг.) XIX века Некрасов являлся фактически одним из руководителей прогрессивного литературного движения в России. А в годы революционной ситуации в России (1859—1861) его творчество стало оказывать заметное влияние на передовые слои общества.
У поэтов революционно-демократического направления 1860—1880-х годов Некрасов пользовался огромной популярностью. Они видели в нём главу новой поэтической школы. Поэты революционной демократии (В. Курочкин, Гольц-Миллер, Гнут-Ломан и Жулев), поэты-радикалы (Вейнберг, Минаев) и народники (Симборский, П. Якубович) — все они следовали в своей литературной деятельности заветам Некрасова, учились у него новым художественным приёмам. Поэзию Некрасова высоко ценил Ленин, отмечавший, что, несмотря на отдельные колебания, все симпатии Некрасова были на стороне революционной демократии.
Главные свойства поэзии Некрасова, по мнению литературного критика Владимира Жданова, — это её тесная связь с национальной жизнью, близость к народу и умение говорить от его имени, а также использование реалистического художественного метода, необычайно активного вторжения в жизнь и воспроизведения жизни в искусстве. Самый обширный материал представлен в творчестве Некрасова, создавшего единственную в своём роде поэтическую энциклопедию дореволюционной России.
Некрасовым были широко и многообразно разработаны урбанистические мотивы. В этом он предвосхитил «городскую» поэзию начала XX века, опередив поэтов-современников, что было отмечено ещё литературоведом Валерием Брюсовым: «После Пушкина Достоевский и Некрасов — первые у нас поэты города…». А французский литературовед Шарль Корбэ в книге «Некрасов как человек и поэт» (1948) писал, что Некрасов был предшественником Шарля Бодлера.
Не обошёл поэт в своём творчестве и тему любви. Ему удалось создать формулу, которую в дальнейшем использовали при оценке его «интимной» лирики, — «проза любви». Некрасовская любовь — это романтический мир «достоевских» страстей и ревности, мир самоугрызений и самоутверждений. Н. Г. Чернышевский назвал Некрасовскую «прозу любви» — «поэзией сердца». Его лирике присущ уход от социальности и биографизма, заметен переход от личного чувства к общему чувству всех мужчин, а трагедия личная перерастает в трагедию общую. Для некрасовской лирики характерны душевный диалог между мужчиной и женщиной, создание характера героини.
По мнению советского литературоведа и критика Владимира Жданова, Некрасов стал реформатором русского стиха, художником русского слова, который впитал все богатства народной речи. Он был крупнейшим выразителем национального сознания русского народа в одну из трудных эпох его развития. Будучи редактором лучших русских журналов XIX века — «Современника» и «Отечественных записок» — Николай Некрасов стоял в центре литературно-общественного движения своего времени. Как художник-новатор, который искал и предлагал новые пути в русской литературе, он поднял русскую литературу на новую ступень развития. По определению Достоевского, Некрасов как поэт «должен прямо стоять вслед за Пушкиным и Лермонтовым».
Прижизненные издания его сочинений включали только поэзию, и многие из своих стихов Некрасов так и не увидел напечатанными. По причине того, что он был поэтом революционно-демократической направленности, он больше всех из русских писателей страдал от цензурного давления. При его жизни вышло семь сборников стихотворений (не считая отдельных изданий его работ в журналах). Первое издание вышло в 1856 году. Далее — в 1863, 1869, в 1873 (два издания), 1874 и последнее (в типографии Краевского) — в 1877 году. После смерти Некрасова только в ближайшие годы его стихотворения выдержали шесть изданий по 10 и 15 тыс. экземпляров.
Работа по составлению полного сборника его стихотворений началась уже в советские годы, и главная заслуга в этом деле восстановления, поисков, критической проверки и комментирования некрасовских текстов принадлежит В. Е. Евгеньеву-Максимову и К. И. Чуковскому. А уже во второй половине 1930-х годов возникла идея создания академического Полного собрания сочинений и писем Некрасова. Однако события Великой Отечественной войны помешали этому, и работа была приостановлена на самом начальном этапе. Однако её результаты были использованы при подготовке Полного собрания сочинений и писем.

Несмотря на его популярность в либеральных и литературных кругах своего времени, Некрасов не был справедливо и в полной мере оценён при жизни. И только в XX веке оригинальность и новизна некрасовского слога были по достоинству признаны. 

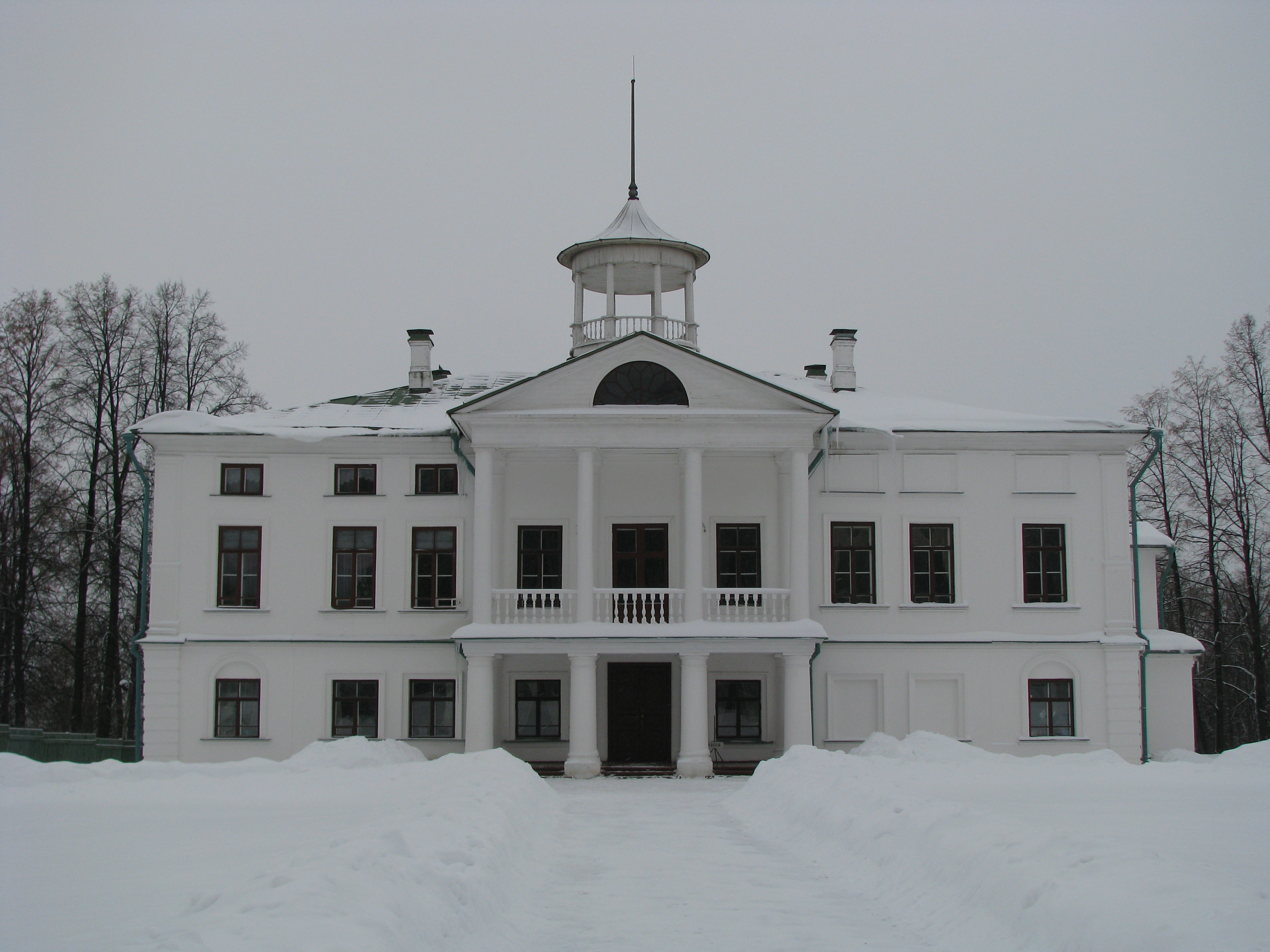
Центральное здание усадьбы в Карабихе под Ярославлем, где поэт жил в летнее время в 1861—1875 годах, — ныне Государственный литературно-мемориальный музей-заповедник Н. А. Некрасова «Карабиха»

## Библиография

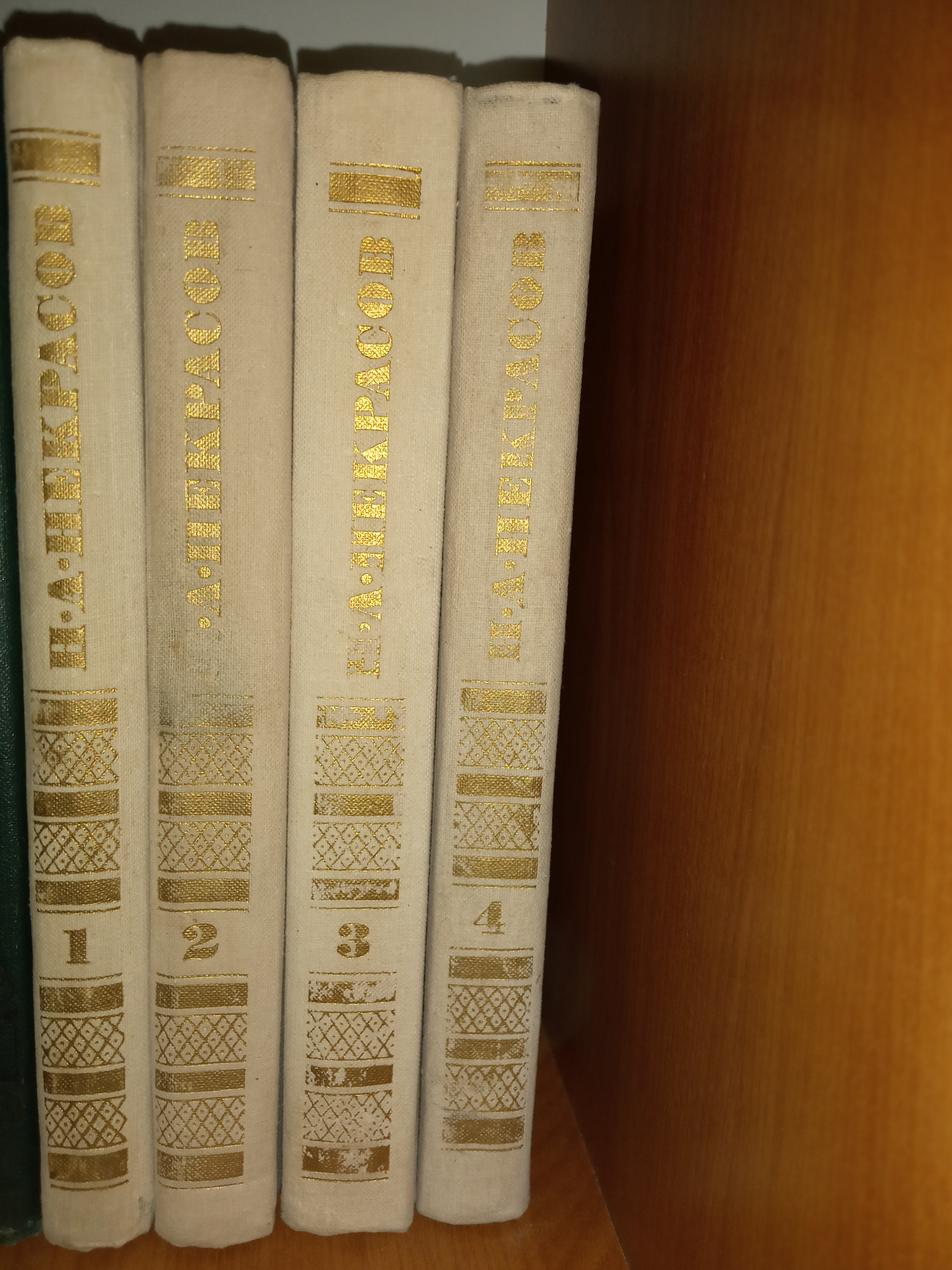
Николай Алексеевич Некрасов. Собрание сочинений в 4 томах. Москва, Правда, 1979 (серия «Библиотека „Огонек“. Отечественная классика»)

## Адреса

### Ярославль
- 1832—1838 годы — Ярославская гимназия — Воскресенская улица, 11;
- 1832—1838 годы — дом, где жил с братом Андреем, — Воскресенская улица, 8.

### Санкт-Петербург
- июль — декабрь 1840 года — дом Щанкина (Свечной переулок, 18);
- декабрь 1840 — начало 1841 года — дом Барбазана (Невский проспект, 49);
- конец 1841 — начало 1842 года — доходный дом Головкиной (Гребецкая улица[уточнить], 28);
- октябрь 1845 — 1848 год (Поварской переулок, 13, кв. 7);
- 1848 — июнь 1857 года — дом княгини Урусовой (набережная реки Фонтанки, 19);
- июнь 1857 года — доходный дом Имзена (Малая Конюшенная улица, 10);
- август 1857 — 27 декабря 1877 года — дом А. А. Краевского (Литейный проспект, 36, кв. 4).

## Память
Именем Николая Некрасова в России названы многие библиотеки (например, Центральная универсальная научная библиотека в Москве) и другие культурные учреждения, учебные заведения, улицы во многих городах России и в других странах. Музеи Некрасова открыты в Санкт-Петербурге, в городе Чудово Новгородской области, в усадьбе Карабиха, в которой Некрасов жил летом в 1871—1876 годах.
В честь Н. А. Некрасова названа река Некрасовка на острове Сахалин.
В 1922 году был установлен памятник-бюст Н. Некрасову в Санкт-Петербурге, а в 1958 году открыт памятник в Ярославле. В 1960 году в Москве установили памятник писателю.
В 2018 году памятник известному поэту и писателю установлен в селе Вятское на площадке перед зданием литературного музея им. Некрасова, который откроется к 2021 году.
По состоянию на 2021 год, в России около 1500 объектов связаны с именем Некрасова, в том числе 1381 улица.
Существует несколько почтовых марок с портретом Н. А. Некрасова.
13 июля 1984 года в честь Н. А. Некрасова назван астероид (2907) Некрасов, открытый в 1975 году советским астрономом Л. И. Черных.
17 июня 2021 года Почтой России был выпущен почтовый блок, посвящённый 200-летию со дня рождения писателя.
5 октября 2021 года Банк России выпустил серебряную монету номиналом 2 рубля, посвящённую 200-летию со дня рождения писателя.

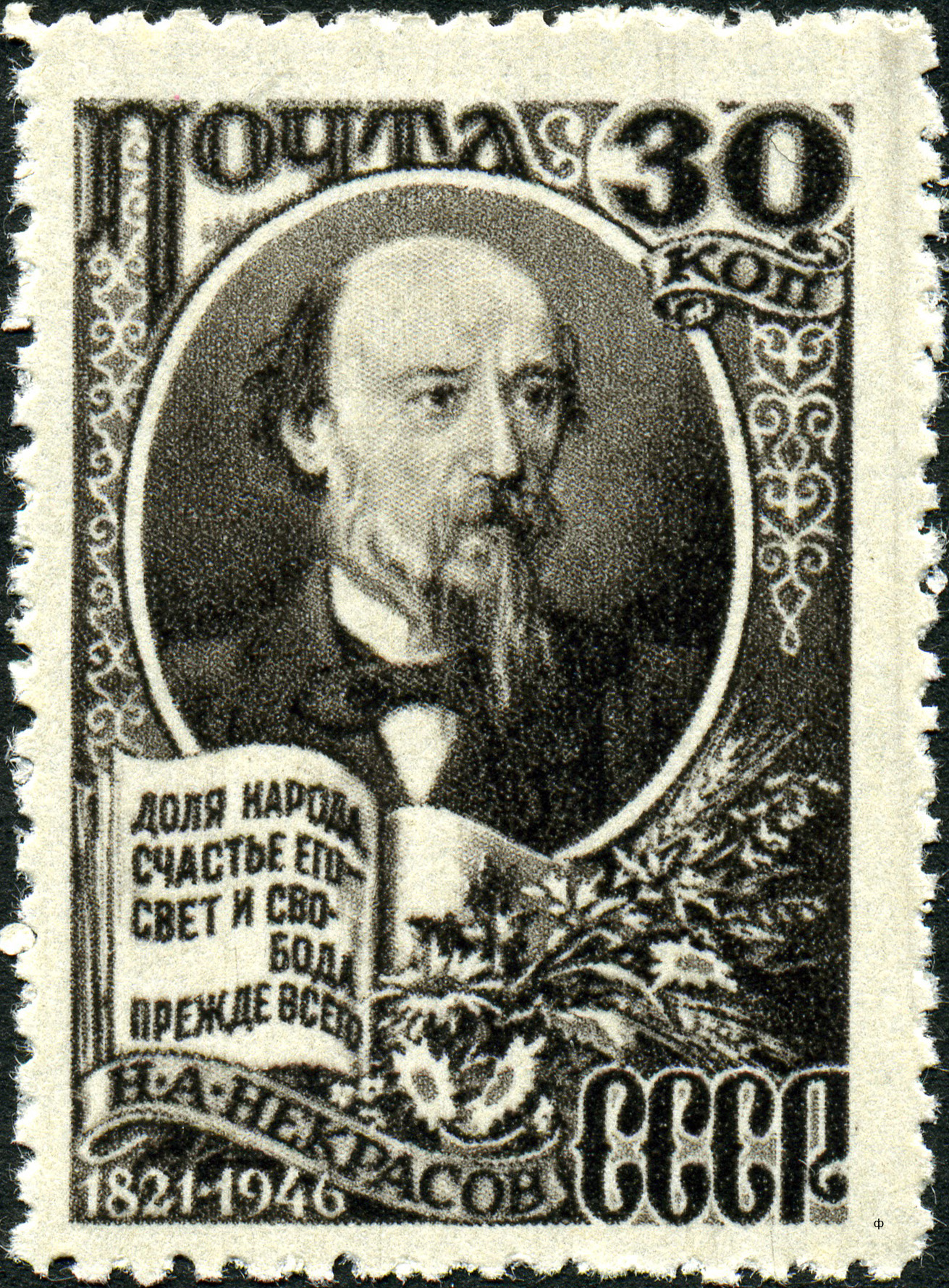
Почтовая марка, 1946 год. 125 лет со дня рождения Н. А. Некрасова
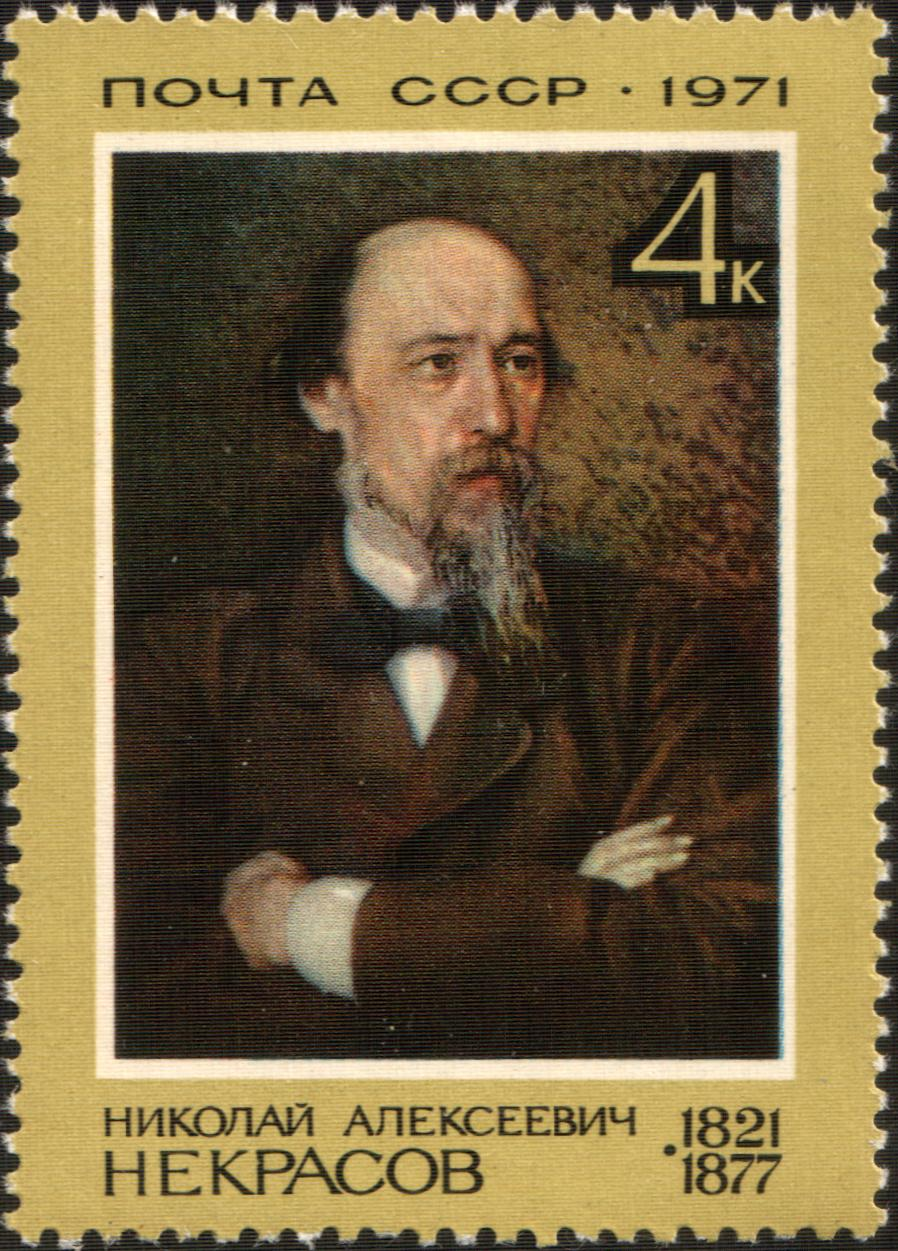
Почтовая марка, СССР, 1971 год
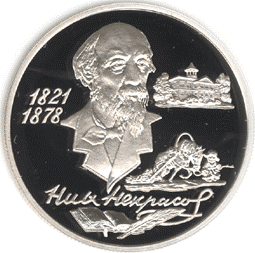
Монета Банка России — серия: «Выдающиеся личности России», 175-летие со дня рождения Н. А. Некрасова
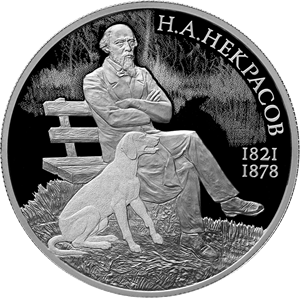
Монета Банка России, 2021 год
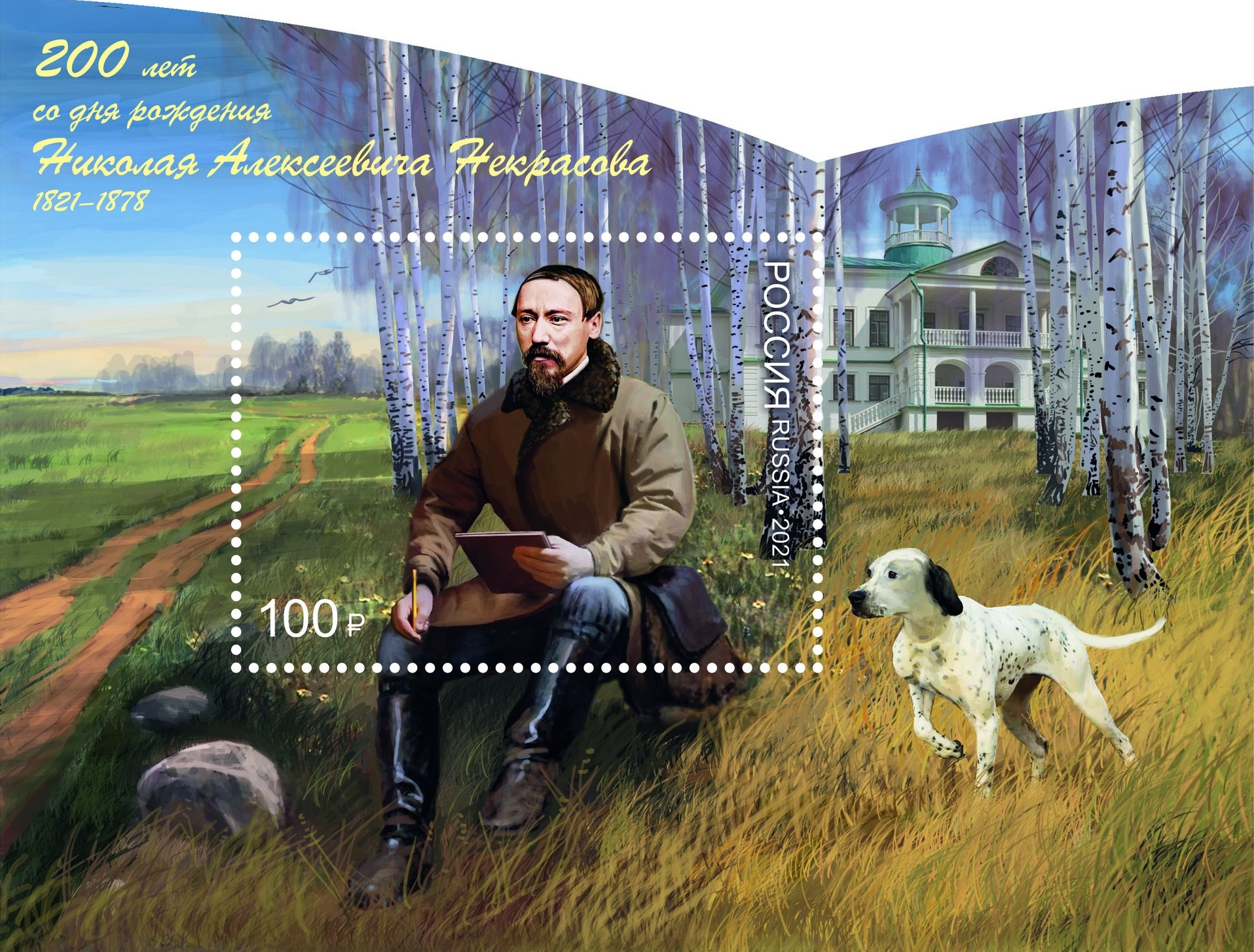
Почтовый блок, 2021 год

### Книги
- Венгеров С. А. Некрасов, Николай Алексеевич // Энциклопедический словарь Брокгауза и Ефрона : в 86 т. (82 т. и 4 доп.). — СПб., 1897. — Т. XXa. — С. 857–861.
- Данилевская М. Ю. Н. А. Некрасов в русской критике 1838—1848 гг.: творчество и репутация. — СПб.: «Скифия», 2022. — 516 с.
- Жданов В. В. Некрасов Николай Алексеевич // Большая советская энциклопедия. — 3-е изд. — М.: Советская энциклопедия, 1974. — Т. 17.
- Некрасов, Николай Алексеевич // Энциклопедический словарь / Под ред. Введенского Б. А. — М.: Большая советская энциклопедия, 1954. — Т. 2. — С. 481. — 500 000 экз.
- Жданов В. В. Некрасов. — М.: Молодая гвардия, 1971. — 496 с. — (Жизнь замечательных людей).
- Жданов В. В. Н. А. Некрасов // Расцвет реализма: История русской литературы. — Л.: АН СССР, 1982. — Т. 3. — С. 333—381.
- Зонтиков Н. А. Н. А. Некрасов и Костромской край: страницы истории. — Кострома: ДиАр, 2008. — 384 с. — ISBN 978-5-93645-023-5.
- Цейтлин А. Г. Некрасов Николай Алексеевич // Литературная энциклопедия / Под ред. Луначарского А. В.. — М.: ОГИЗ РСФСР, Советская Энциклопедия, 1934. — Т. 7. — С. 678—706.
- Семинарий по Некрасову / М. М. Гин, В. Е. Евгеньев-Максимов; Ленинград. гос. ун-т; [отв. ред. И. М. Колесницкая]. — Ленинград: Издательство Ленинградского университета, 1955. — 228 с.
- Чуковский К. И. Несобранные статьи о Н. А. Некрасове. — Калининград: Калининградский государственный университет, 1974. — 95 с.
- Чуковский К. И. Собрание сочинений. Мастерство Некрасова. — М.: Терра — Книжный клуб, 2005. — Т. 10.
- Ответы на анкету К. И. Чуковского о Некрасове / Сост. Э. Красовская, В. Леонович, Е. Чуковская. — М.: Центр гор. публичная б-ка им. Н. А. Некрасова, 1988. — Т. Вып. 2.
- Яковлев В. И. Род и наследственные владения дворян Некрасовых в XVIII — первой трети XIX вв. // Карабиха: Историко-литературный сборник. — Ярославль, 1993. — Вып. 2. — С. 225—260.

### Статьи
- Ковалевский П. М. Встречи на жизненном пути. Николай Алексеевич Некрасов // Русская старина. — СПб.: Печатня В. И. Головина, 1910. — Т. 141, вып. 1. — С. 25—46.
- Сычёва Л. А.. «Я рано встал, недолги были сборы…». О поэзии Николая Некрасова. Журнал «Наследник». Дата обращения: 14 июня 2013. Архивировано 14 июня 2013 года.
- Кораблев В. Н. Некрасов, Николай Алексеевич // Русский биографический словарь : в 25 томах. — СПб., 1914. — Т. 11: Нааке-Накенский — Николай Николаевич. — С. 204–212.
- Троицкий Н. А.. Классики русской литературы и революционное народничество 1870-х годов (Н. А. Некрасов, М. Е. Салтыков-Щедрин). Дата обращения: 5 сентября 2013. Архивировано из оригинала 21 сентября 2013 года.